# BMW G20
Mit dem internen Kürzel G20 (G21 – Touring) bezeichnet BMW die siebte Generation der 3er-Reihe, die das Mittelklassesegment des Automobilherstellers abdeckt. Der G20 wird seit 2019 angeboten und ist der Nachfolger des F30.
Das Coupé G22 und das Cabriolet G23 werden wieder als BMW 4er vermarktet, um eine höhere Positionierung im Vergleich zu Limousine und Touring darzustellen.

## Modellgeschichte

### Allgemeines
Am 2. Oktober 2018 stellte BMW den G20 auf dem Pariser Autosalon offiziell vor und am 9. März 2019 startete der Verkauf mit den drei Ausstattungsvarianten  „Sport Line“, „Luxury Line“ und „M Sport“. Produktionsorte sind das Stammwerk in München, für das Modell mit verlängertem Radstand (G28), die formal erstmals öffentlich auf der Auto Shanghai 2019 gezeigt wurde, das Werk Tiexi im chinesischen Shenyang und das neue Werk San Luis Potosí in Mexiko. Die Touring-Variante wurde am 12. Juni 2019 vorgestellt und kam Ende September 2019 auf den Markt.
Der M3 (G80) wurde am 23. September 2020 vorgestellt. Schon einen Monat davor kündigte BMW an, dass es ebenfalls eine Variante als Touring (G81) geben werde. Im Gegensatz zu den normalen 3er-Modellen haben der G80 und G81 die aus dem 4er bekannte große BMW-Niere an der Front. Im Januar 2023 wurde der M3 CS als Limousine vorgestellt. Seine Fertigung war zeitlich begrenzt. Der M3 CS Touring folgte im Januar 2025, wobei die Fertigung ebenfalls zeitlich begrenzt ist.

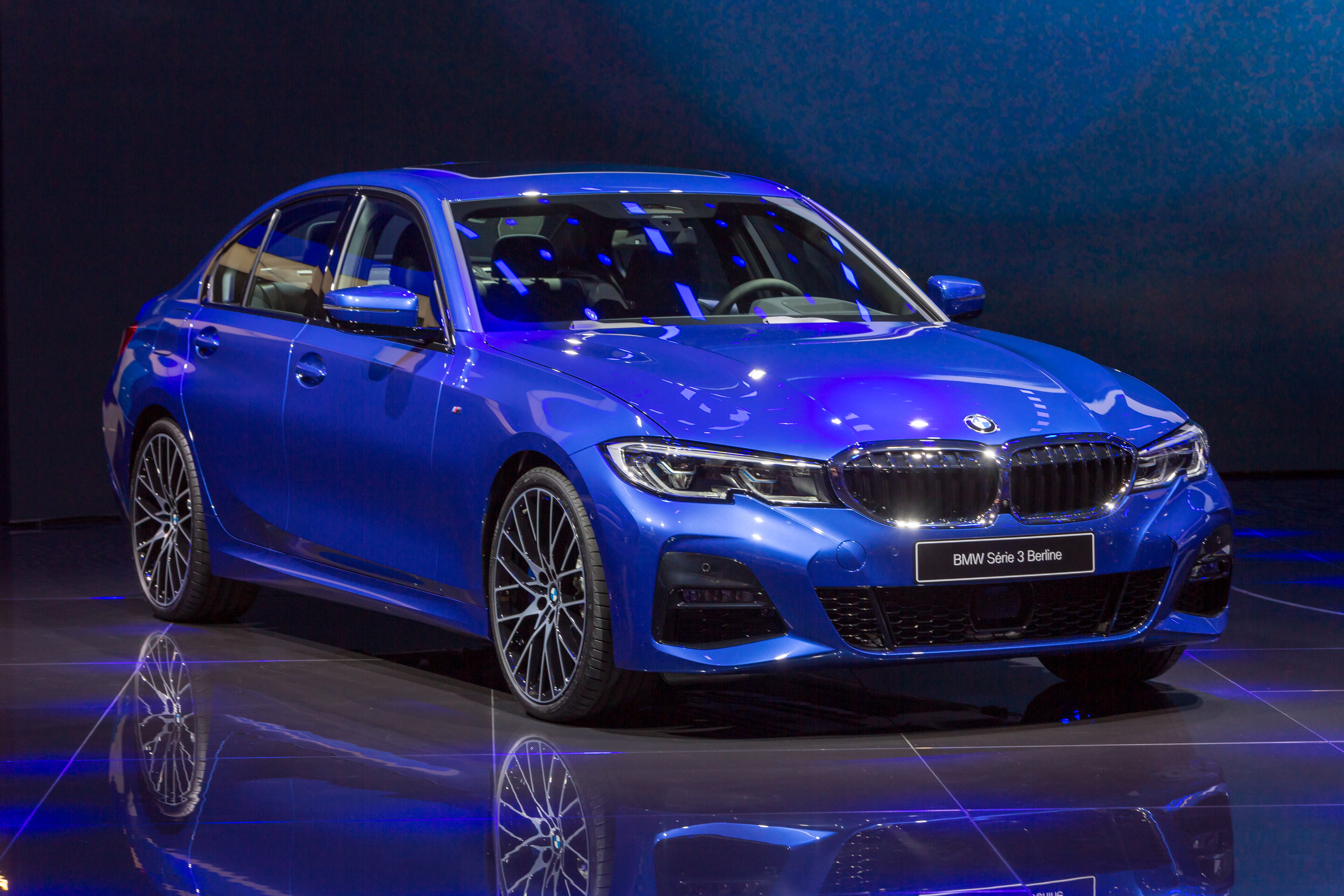
G20, Modell M Sport mit Shadowline-Applikationen (2019–2022)
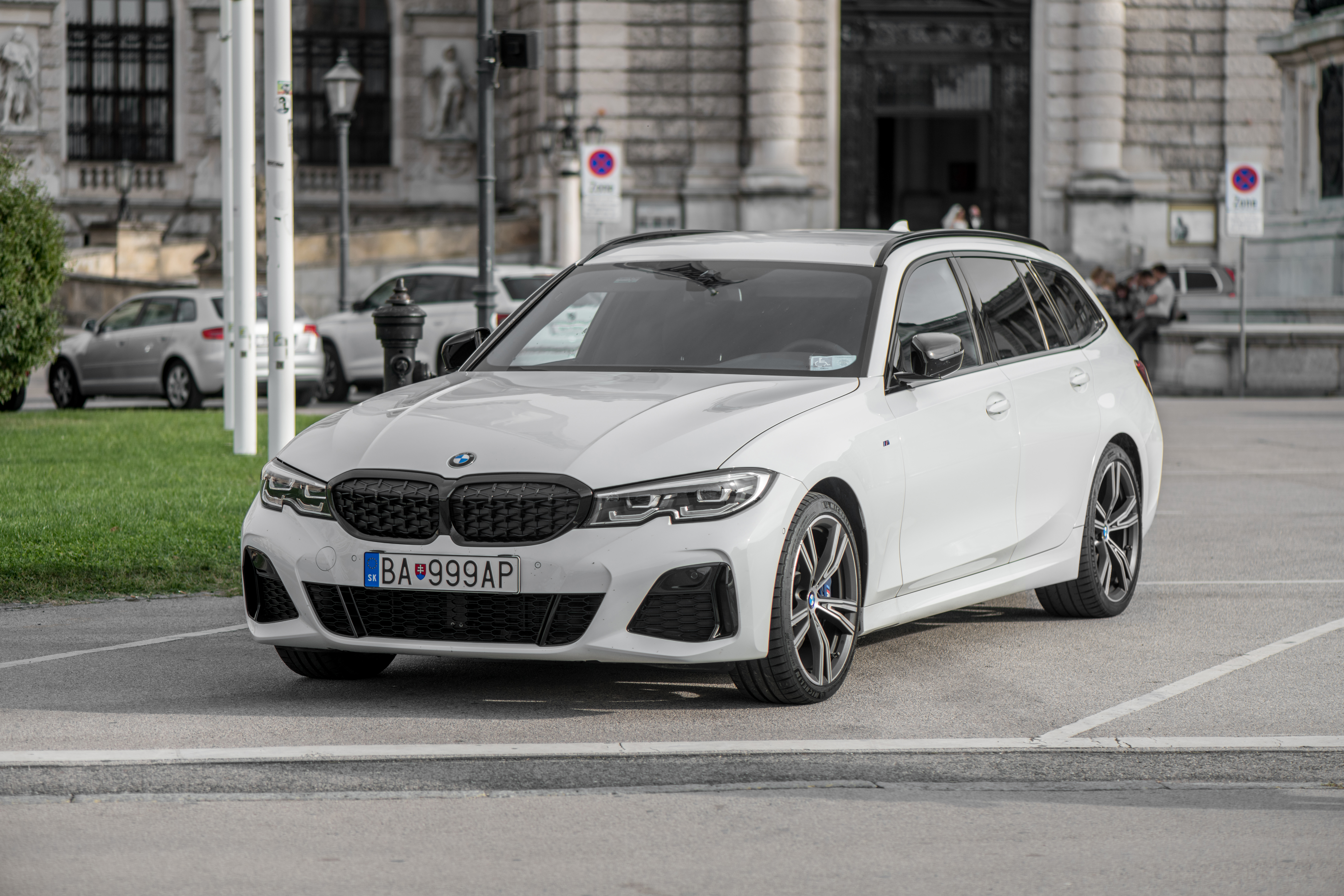
G21, M340, Modell M Sport mit Shadowline-Applikationen erweiterter Umfang (2019–2022)
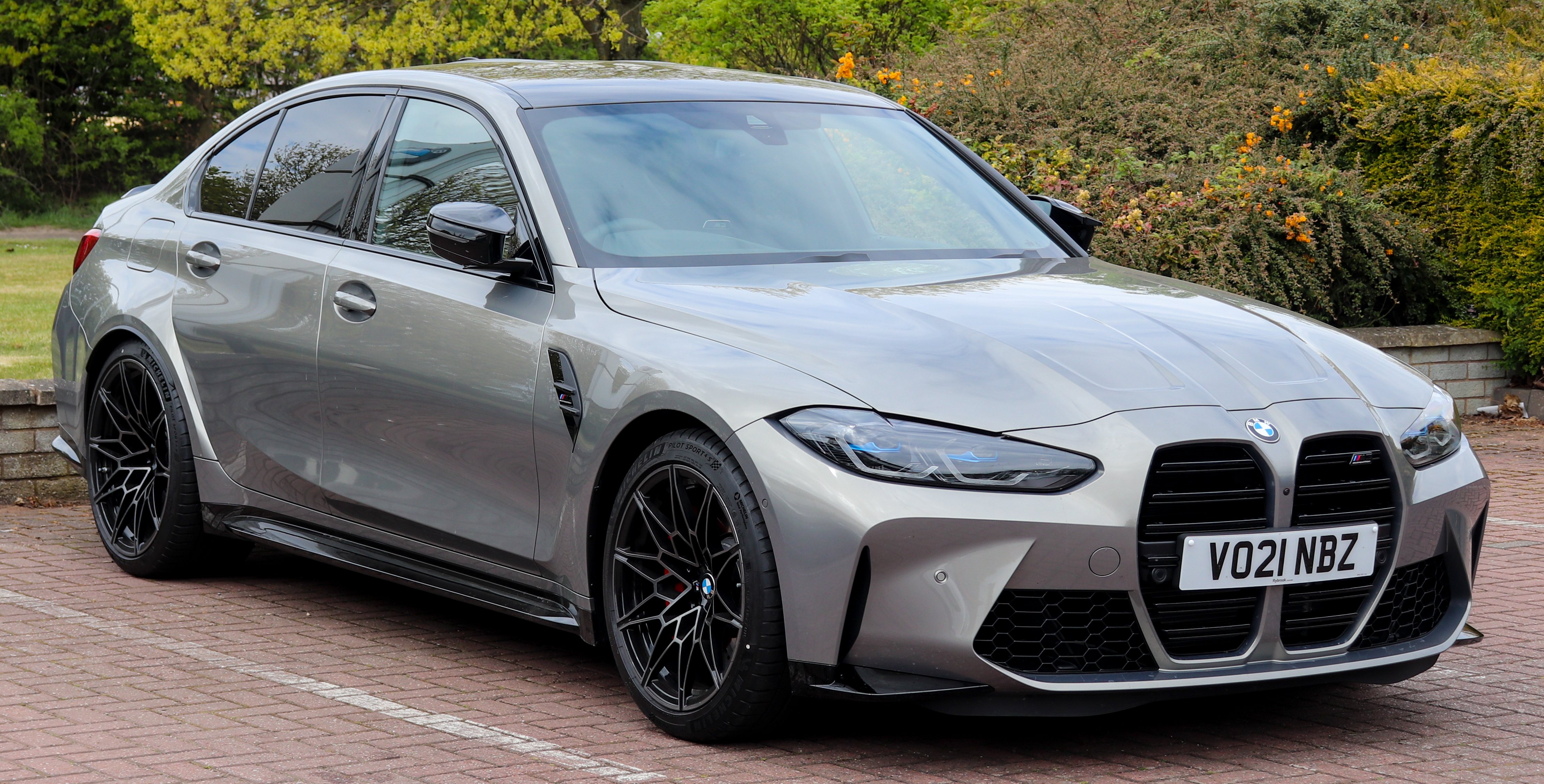
G80, M3 Competition mit großer BMW-Niere
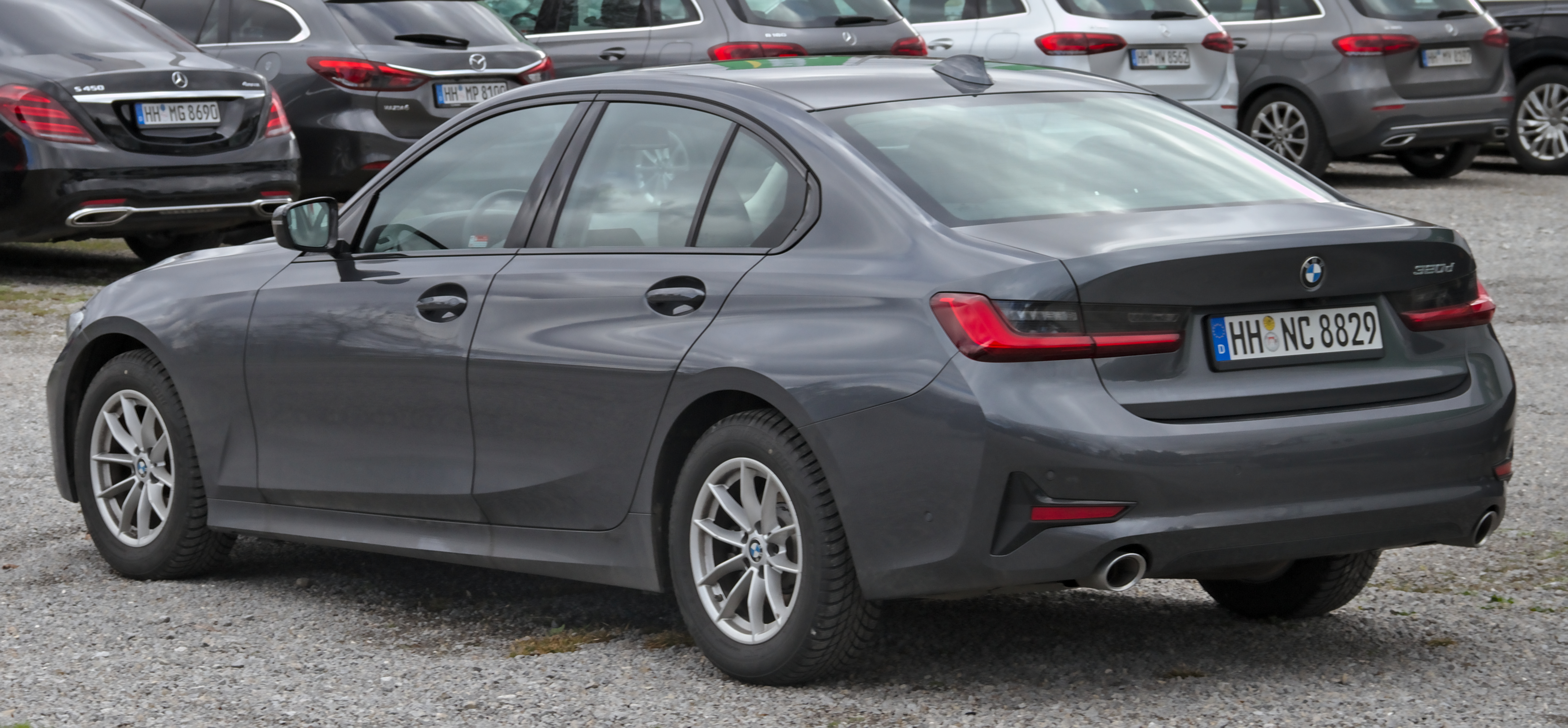
G20, Modell Sport (2019–2022), Heckseitenansicht
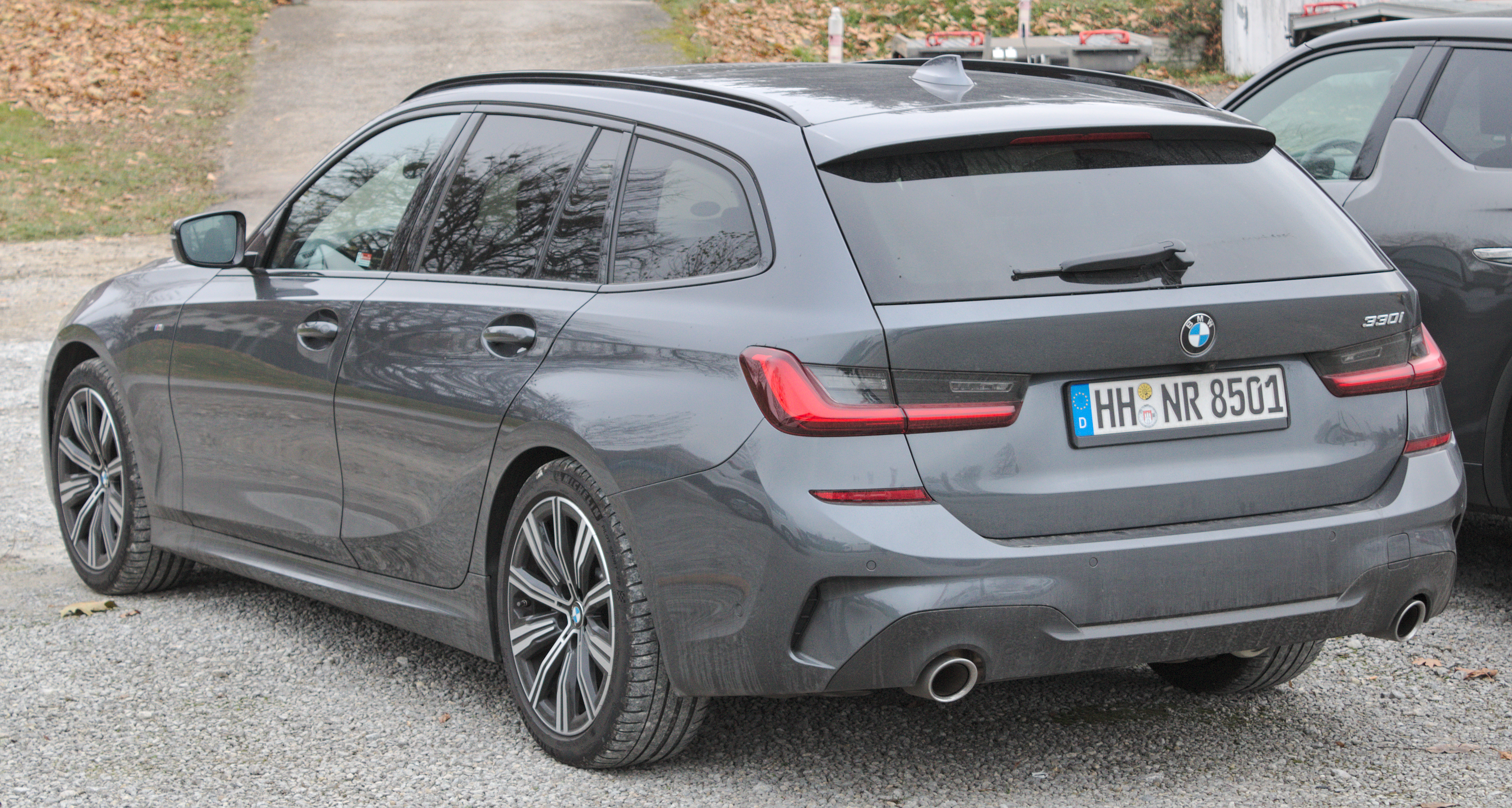
G21, Modell M Sport (2019–2022), Heckseitenansicht
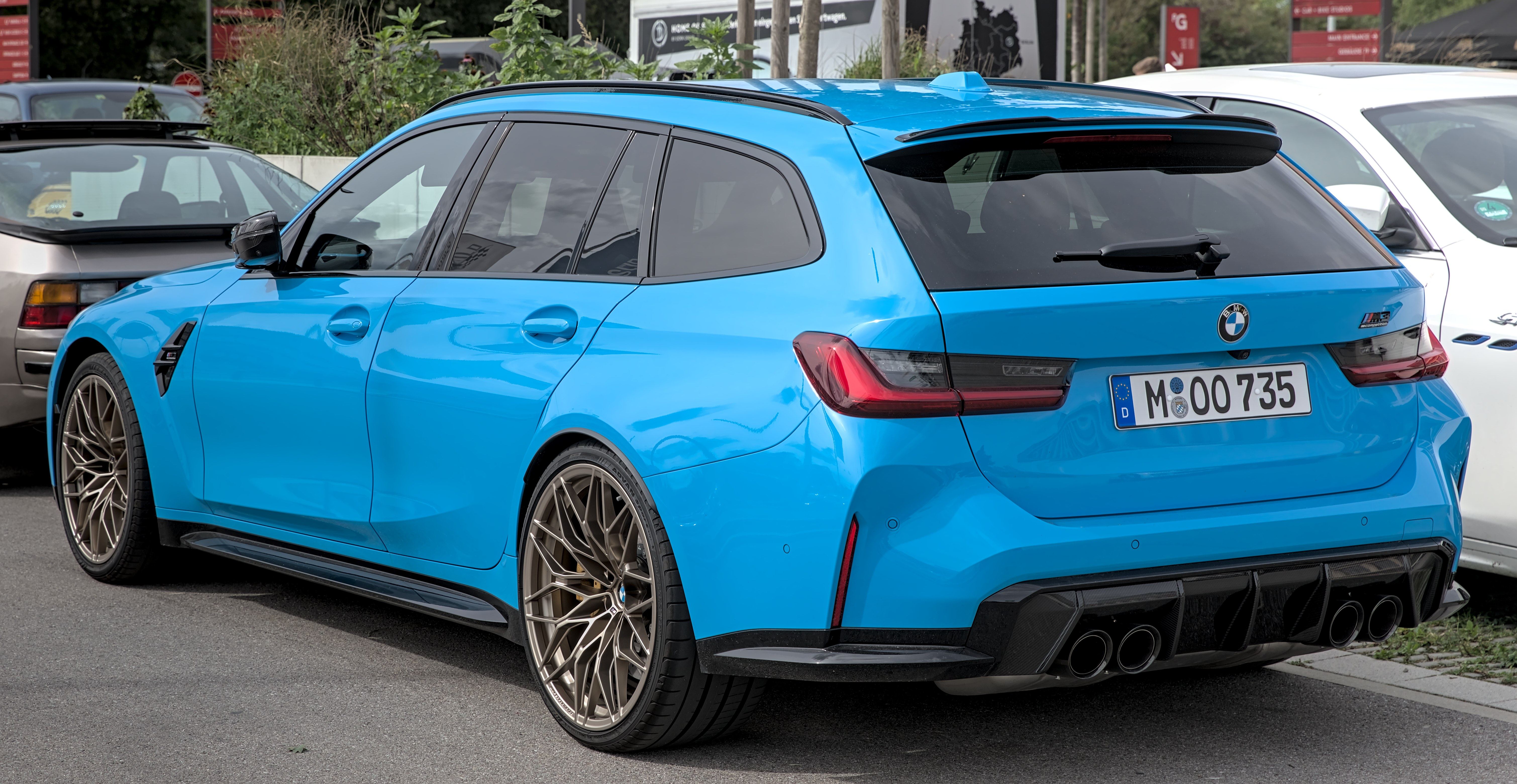
G81, Heckseitenansicht
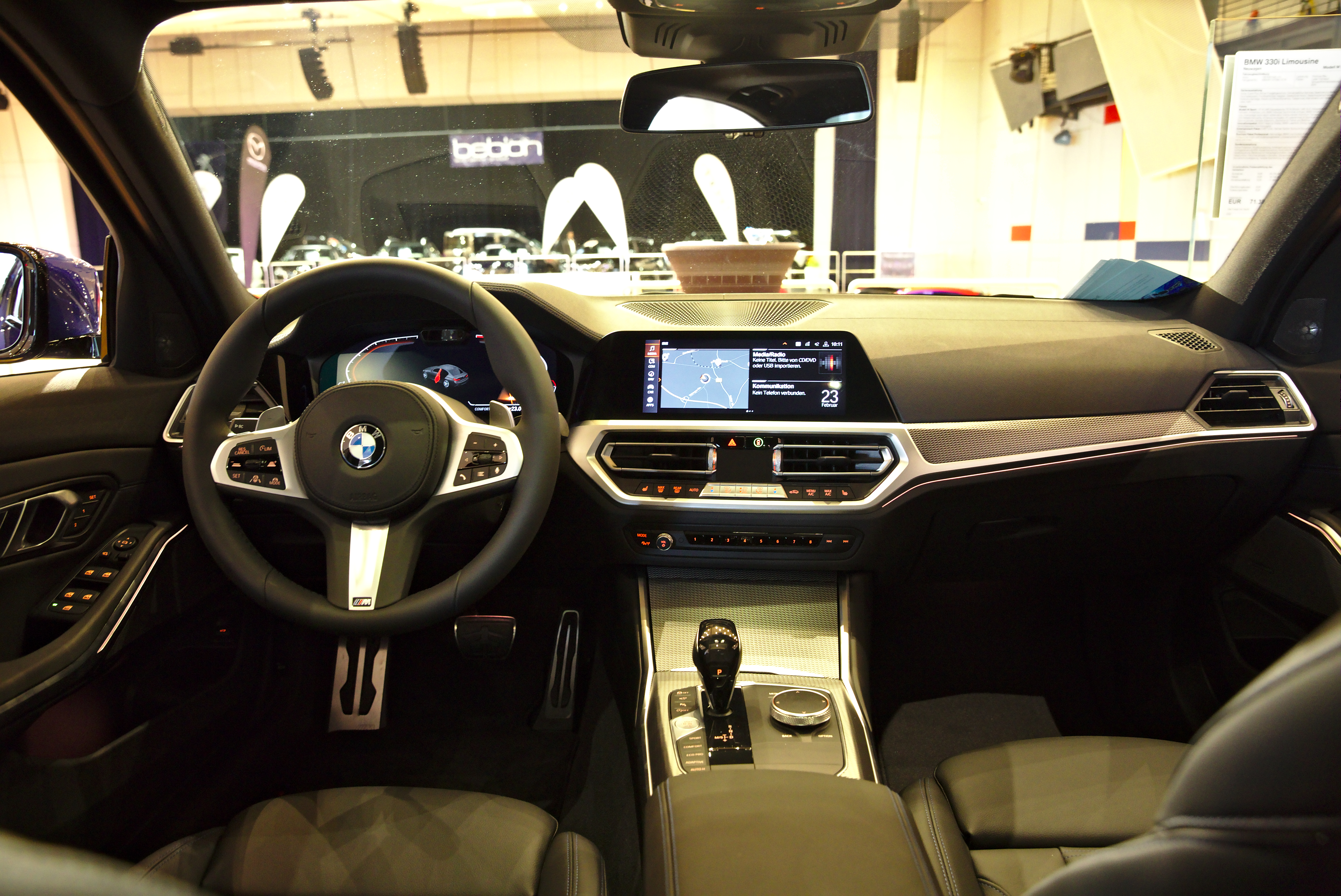
Cockpit Modell M Sport vor LCI, BMW M Sportlenkrad Leder mit Schaltwippen, Driving Assistant Professional und Parking Assistant Plus
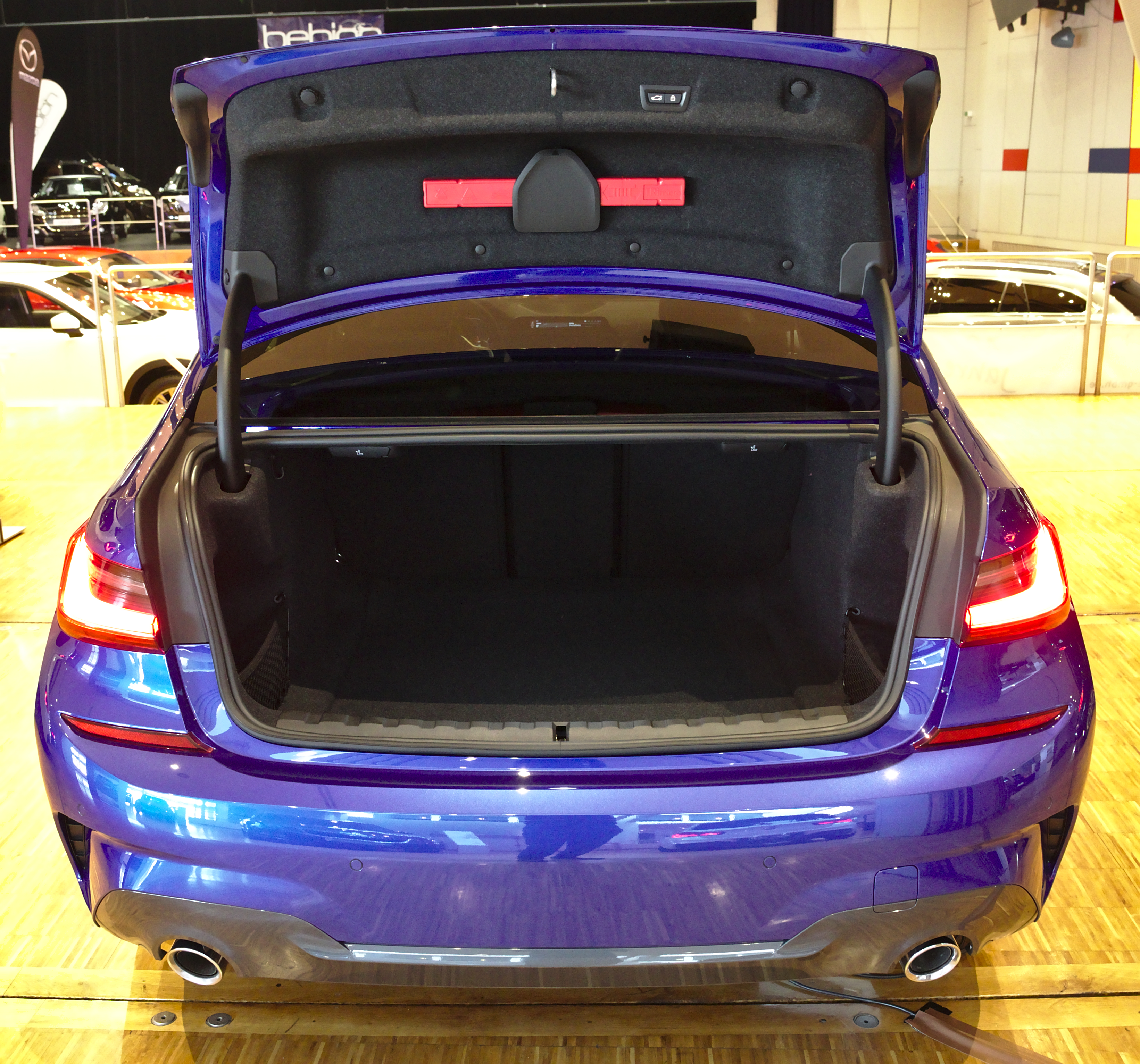
G20, Modell M Sport (2019–2022), Kofferraum

### Sondermodelle außerhalb Europas
Im Oktober 2020 präsentierte BMW das auf 230 Exemplare limitierte Sondermodell 330is. Es wird ausschließlich in Südafrika angeboten. Der 330is soll an den 325is („Gusheshe“) der Baureihe E30, der sich in Südafrika großer Beliebtheit im Motorsport erfreut, erinnern.
Für Australien wurde im Februar 2021 das auf 200 Exemplare limitierte Sondermodell 330i Iconic Edition vorgestellt. Es ist in zwei Farben verfügbar und verwendet zudem Teile von BMW M. Außerdem lässt sich wie beim BMW X6 die BMW-Niere beleuchten.
Am 31. März 2022 wurde die chinesische Langversion (G28) auch als vollelektrischer BMW i3 eDrive35L vorgestellt. die Systemleistung wird mit 210 kW (286 PS) angegeben. Die Produktion erfolgt in Shenyang bei BMW Brilliance Automotive ausschließlich für den chinesischen Markt.

### Modellpflege
Eine überarbeitete Version (LCI) der Baureihe wurde am 18. Mai 2022 vorgestellt. Sie kam im Juli 2022 in den Handel. Die Modelle haben neu gestaltete Frontscheinwerfer und eine umfangreichere Serienausstattung (Einparkhilfe (PDC) vorn und hinten, 3-Zonen-Klimaautomatik, anklappbare Außenspiegel). Größte Neuerungen im Cockpit sind die Integration des BMW-Betriebssystems OS 8 mit dem Curved Display (Widescreen), das alle analogen Instrumente ersetzt und ein kleinerer Gangwahlschalter. Es wird nur noch eine Basisvariante und eine weitere Ausstattungslinie „M Sportpaket“ angeboten. Letztere bietet mit dem „M Sportpaket Pro“ weitere Möglichkeiten bei den Leuchten und rote Bremssättel, die bisher eigenständig gewählt werden konnten.
Im Juli 2024 folgte ein zweites Facelift für G20 und G21. Mit diesem hält das neue Cockpit des überarbeiteten 4er inklusive neuer Lenkräder Einzug in die 3er-Reihe. Weiter erhielt das Fahrwerk eine überarbeitete Abstimmung für verbesserten Komfort. Bei den Modellen 330i und 330d entfällt der Hinterradantrieb, die Fahrzeuge sind nunmehr ausschließlich mit dem Allradantrieb xDrive erhältlich. Der Plug-in-Hybrid 330e erhält einen größeren 19,5-kWh-Akku und kann mit bis zu 11 kW geladen werden. Die Variante 320e entfällt vollständig.

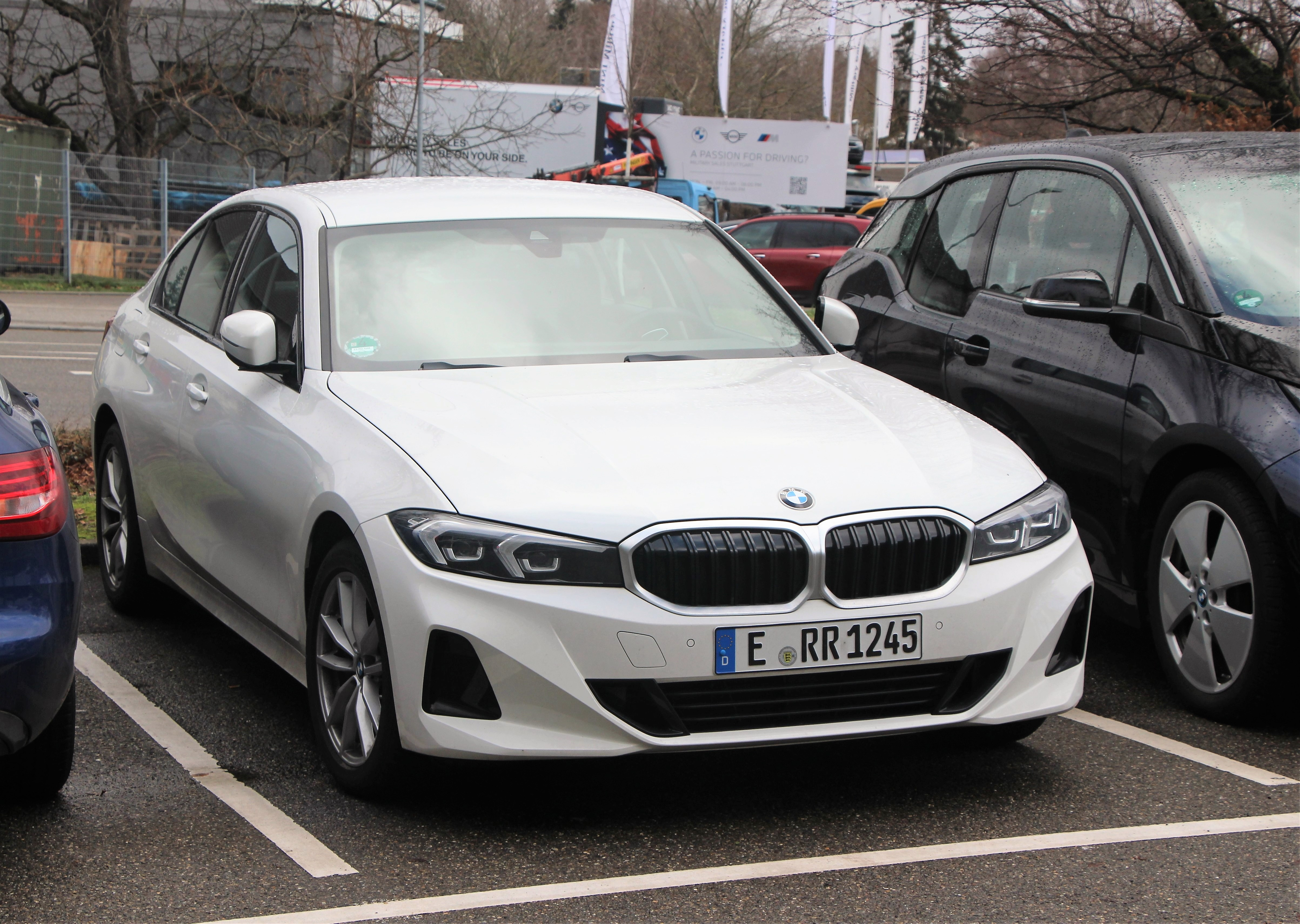
G20 LCI Basisversion Frontansicht (seit 2022)
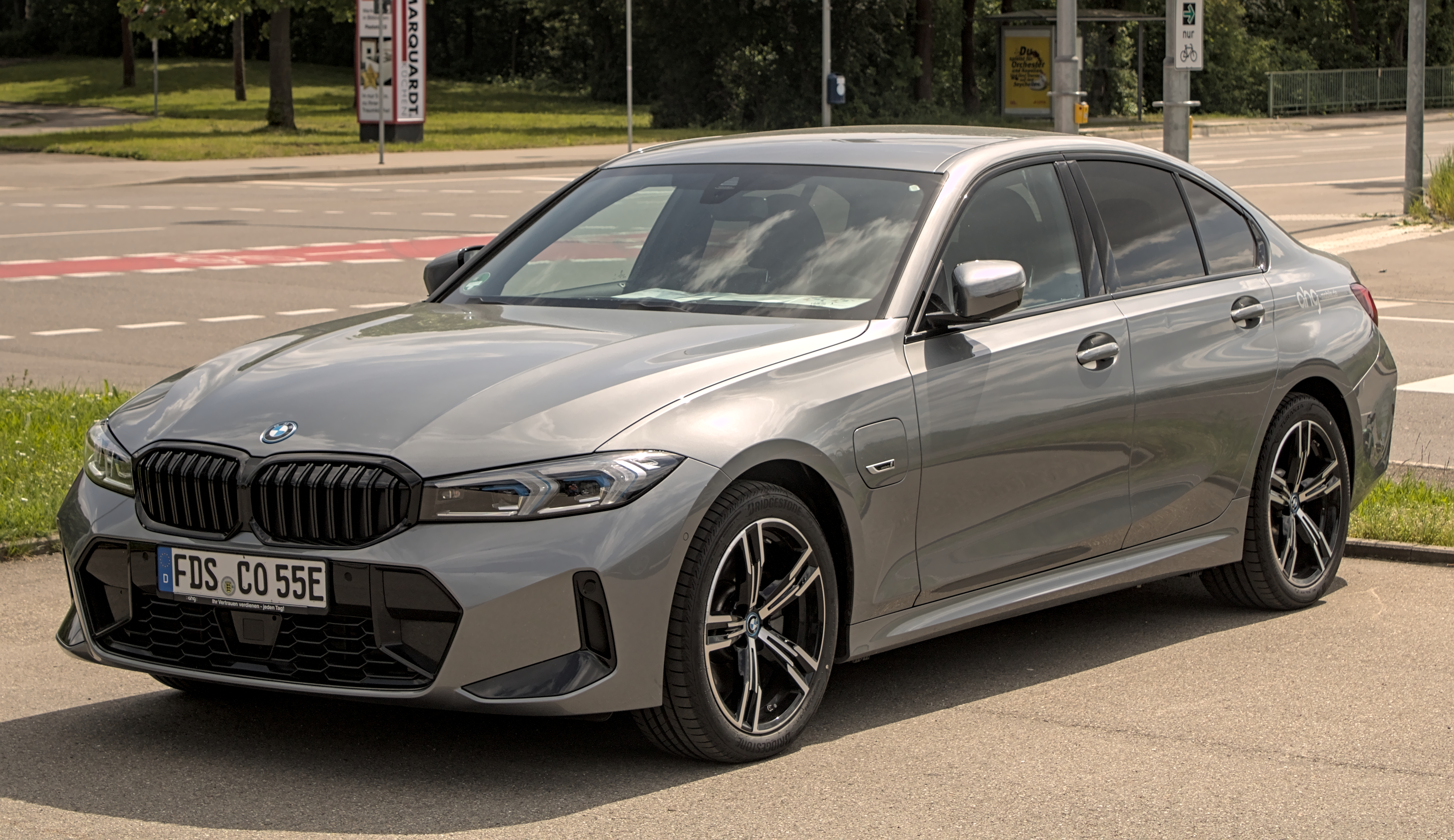
G20 LCI M Sport Frontansicht (seit 2022)
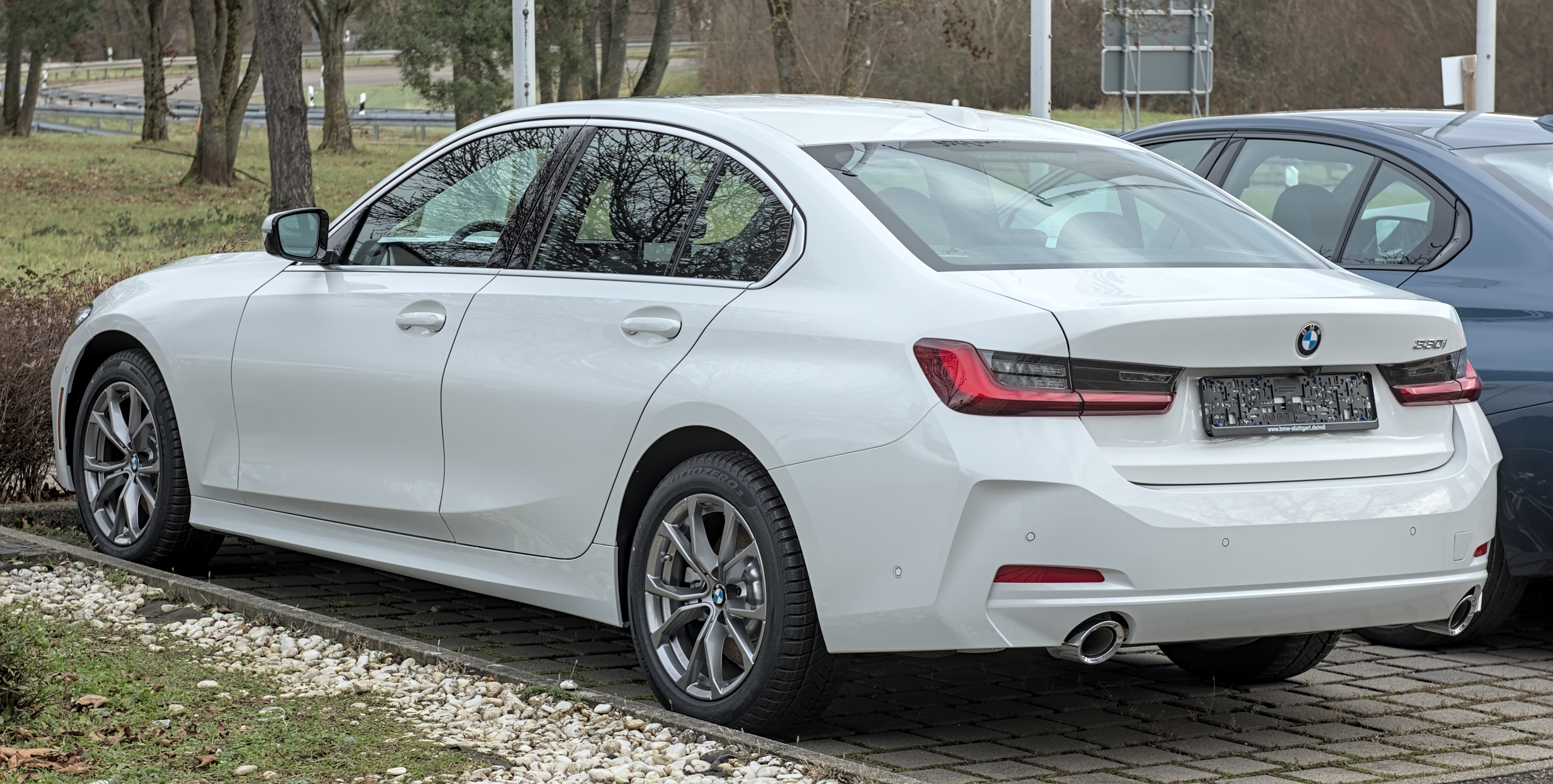
G20 Heckansicht (seit 2022)
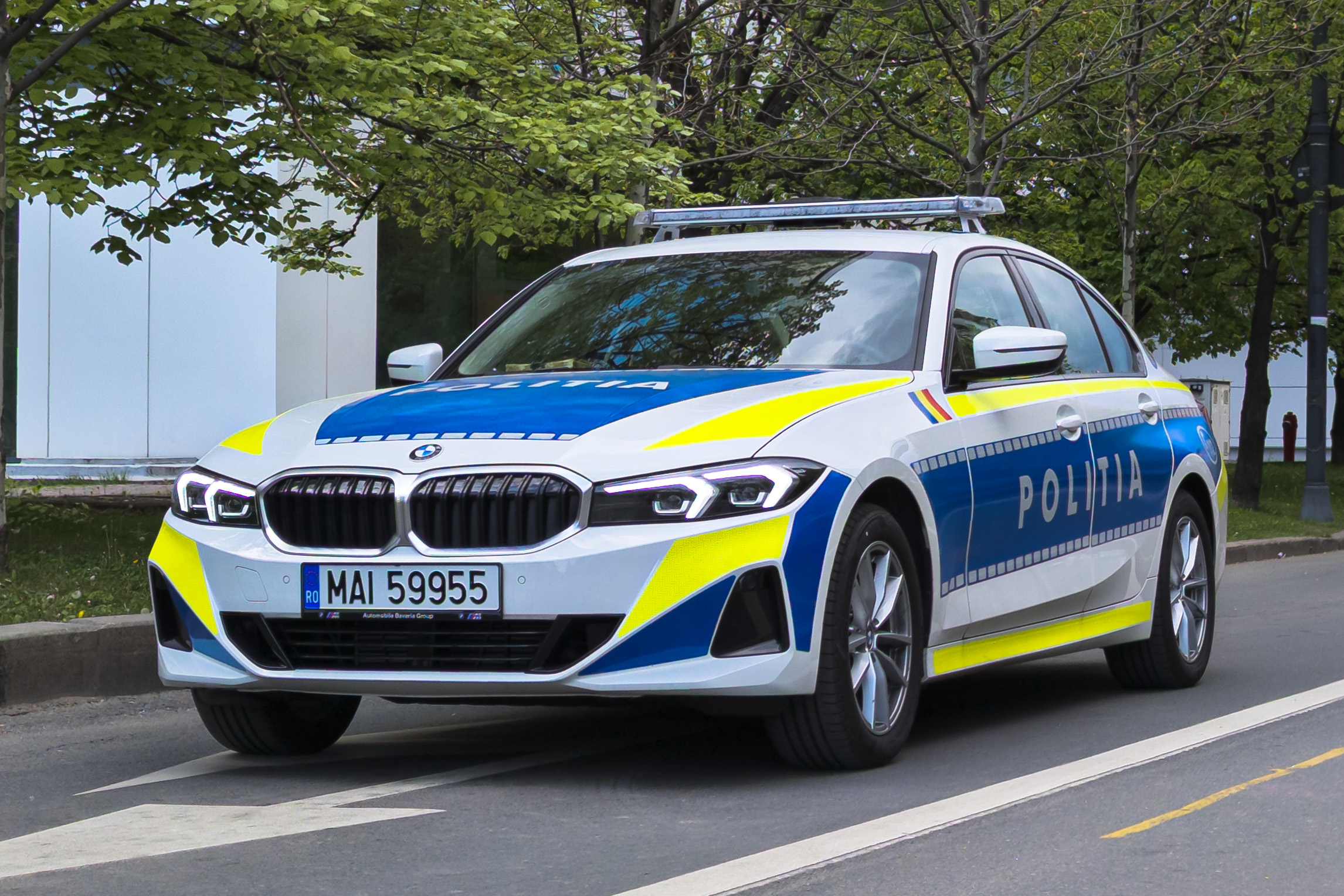
G20 LCI mit neuer Lichtsignatur als Polizeifahrzeug in Rumänien
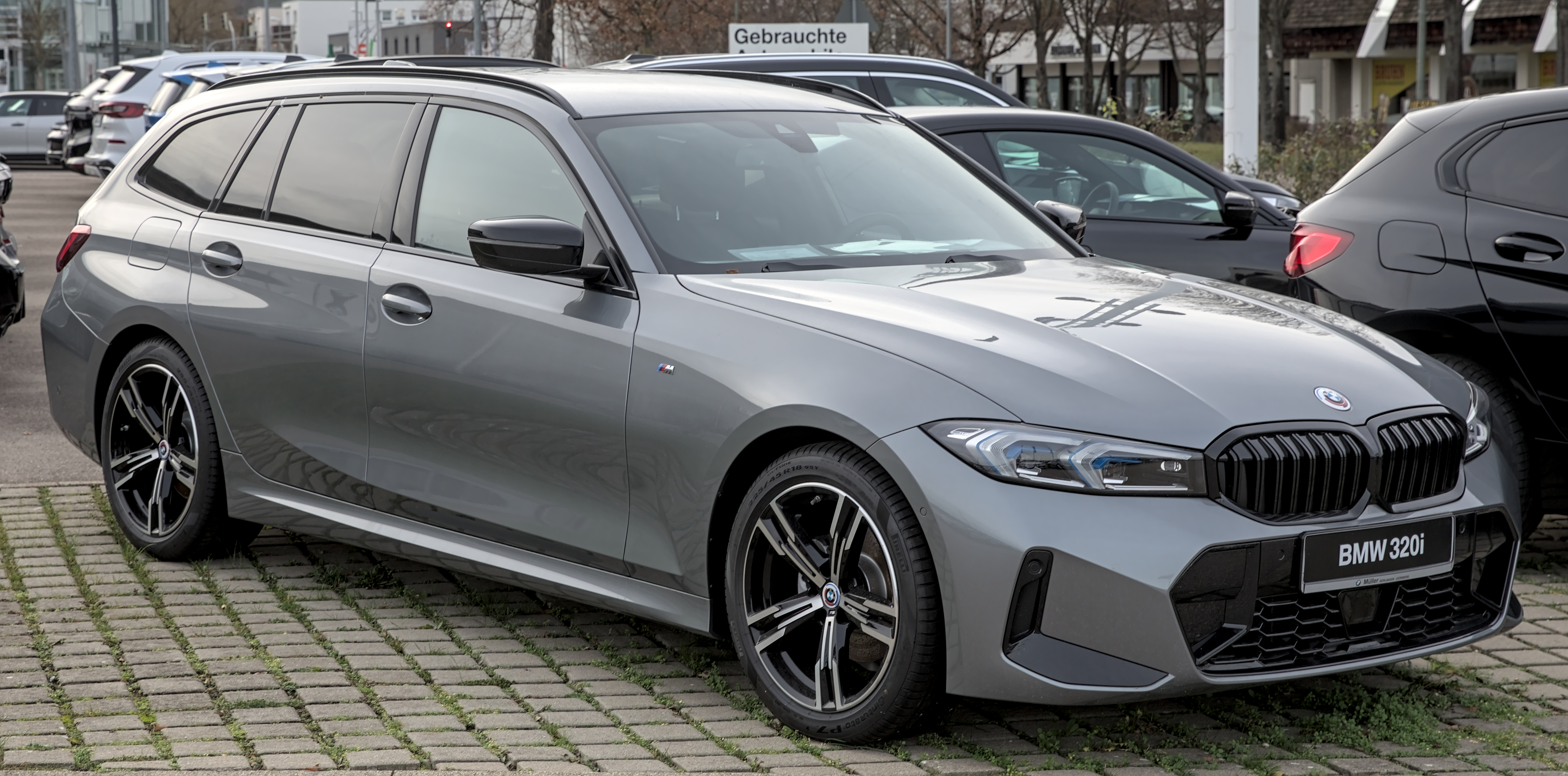
Touring (G21 LCI), M Sport Frontansicht (seit 2022)
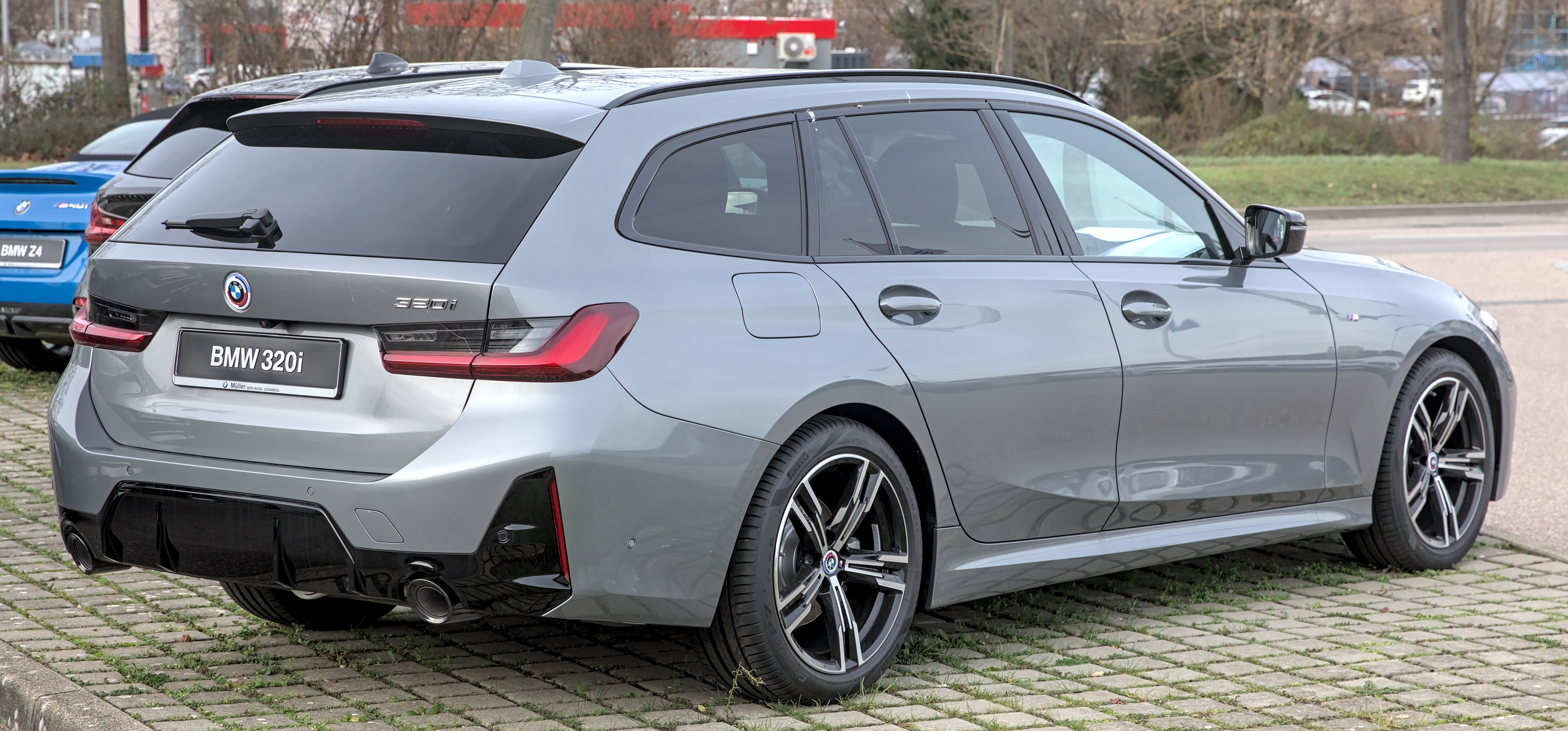
Touring (G21 LCI), M Sport Heckseitenansicht (seit 2022)
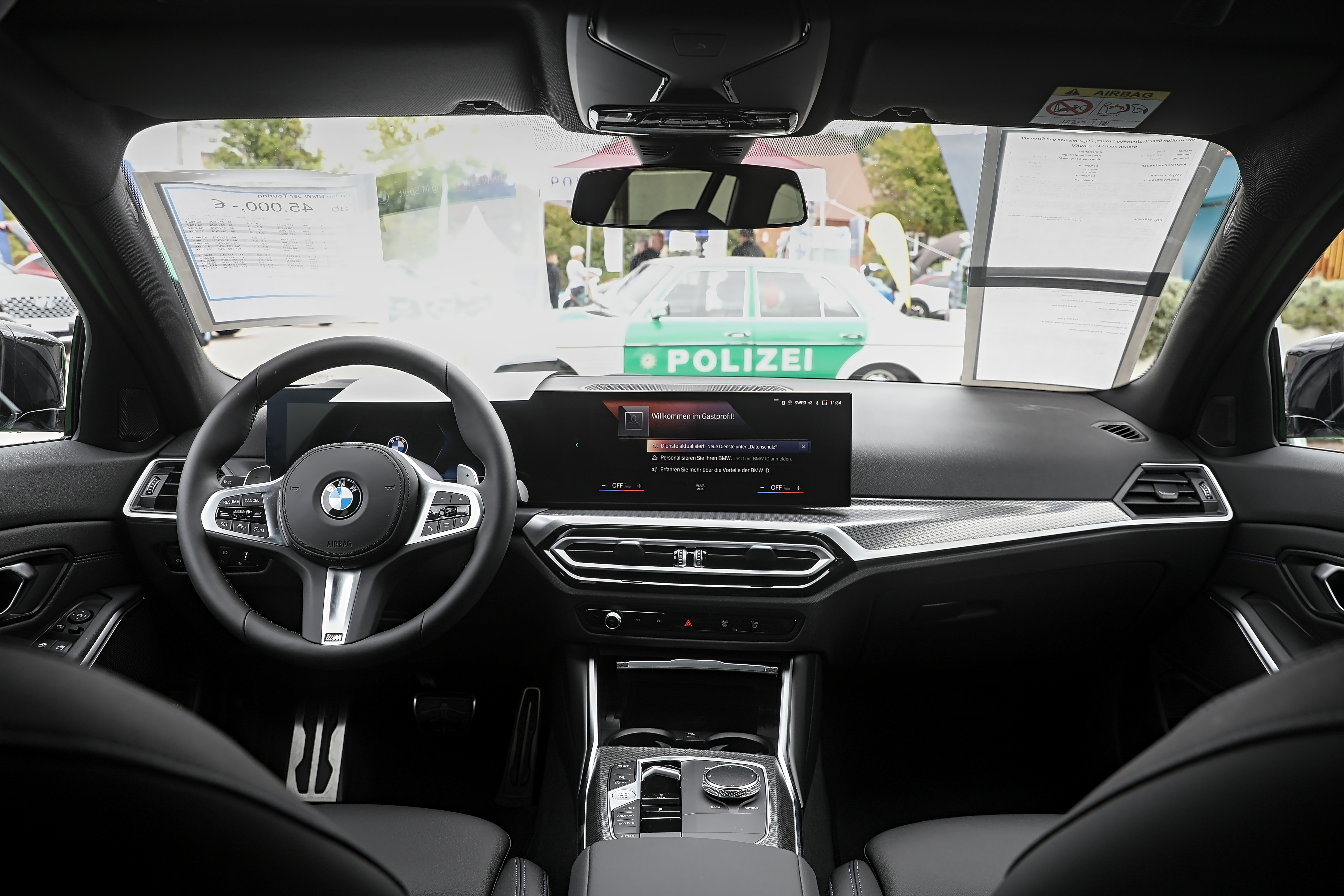
LCI-Cockpit mit Widescreen Display

## Technik
Wie für den 7er (BMW G11) und den neuesten Z4 nutzt BMW für den G20 die aktuelle BMW-CLAR-Plattform (Cluster Architecture). Die Karosserie ist etwas größer und der Wagen hat einen geringeren Luftwiderstandsbeiwert (cw) von 0,26 bis zu 0,23 beim 320d. Dazu dient unter anderem eine aktive Luftklappensteuerung. Der Schwerpunkt wurde um 10 mm gesenkt. Die Torsionssteifigkeit konnte gegenüber dem Vorgängermodell um 20 Prozent gesteigert werden. Motorhaube, Heckklappe und Kotflügel bestehen aus Aluminium, was trotz der größeren Abmessungen zu 55 kg weniger Masse führt;
sie ist bei den Vierzylinder-Modellen exakt gleichmäßig auf Vorder- und Hinterachse verteilt. Zur besseren Geräuschdämpfung wird in allen Modellvarianten eine Frontscheibe mit geräuschdämmender Folie („Akustikglas“) verwendet. Das Modell M Sport erhält eine eigene Frontschürze. Der M3 verfügt über einige Versteifungen, unter anderem eine Strebe im Motorraum. Alle Modellvarianten haben LED-Scheinwerfer, optional gibt es Fernlicht mit Laser-Modul.
Das Fahrzeug hat eine MacPherson-Federbein-Vorderachse mit getrennt angelenkten Querlenkern und Zugstreben und eine Fünflenker-Hinterachse. Dabei werden neuartige Dämpfer mit hubabhängiger Reibung und einem zusätzlichen Kolben für einen größeren Energieabbau eingesetzt. Das „M Sportfahrwerk“ hat ein elektronisch geregeltes Sportdifferenzial mit variabler Sperrwirkung im Hinterachsgetriebe sowie eine „M Sportbremsanlage“.
Ein Spurverlassensassistent sowie die Auffahr- und Personenwarnung mit City-Bremsfunktion gehören zur Grundausstattung. Weitere Assistenten, darunter Heckkollisions- und Querverkehrswarnung, gibt es optional;
auch einen Parkassistenten, der beim Ein- und Ausparken das Lenken, Beschleunigen und Bremsen samt Gangwahl des Automatikgetriebes übernimmt und das Auto beim Zurücksetzen auf einer Strecke von bis zu 50 Metern exakt auf dem zuvor vorwärts befahrenen Kurs halten kann.
Für das Infotainment ist neben der Gestensteuerung auch eine Sprachsteuerung verfügbar, es kann aber auch über iDrive oder Touchscreen bedient werden. Die Sprachsteuerung verfügt über eine lernfähige Software, so dass sie sich über längere Zeit auf den Fahrer einstellt. In Verbindung mit dem BMW Live Cockpit Professional sind drahtlose Softwareupdates möglich.

## Antrieb
Zum Verkaufsstart waren Vierzylinder-Otto- und Dieselmotoren sowie ein Reihen-Sechszylinder-Dieselmotor verfügbar. Ihr maximales Drehmoment beträgt zwischen 300 und 580 Nm. Die Vierzylinder-Dieselmodelle haben ein 6-Gang-Schaltgetriebe, alle anderen Varianten ein 8-Gang-Automatikgetriebe von ZF. Die Dieselmotorvariante 320d ist auch mit dem variablen Allradantrieb xDrive erhältlich. Nach den vorläufigen Angaben liegt der CO2-Ausstoß je nach Motor zwischen 108 g/km und 139 g/km.
Im Sommer 2019 folgten mit dem M340i ein neues Topmodell, mit dem 330e eine Version mit einem Plug-in-Hybridantrieb, deren rein elektrische Reichweite 60 km beträgt und Versionen der Limousine mit Allradantrieb für die Motorisierungsstufen 320i, 330i bzw. 330d. Der M340i hat die neueste Generation des BMW B58-Motors mit verringerter Reibung, geringerem Gewicht und neuestem Wärmemanagement. Letzteres hat zwei voneinander getrennte Kühlkreisläufe für Zylinderkopf und Kurbelgehäuse („Split-Cooling-Ansatz“), was bei nicht voll gefordertem Motor eine bessere Verbrennung ermöglicht. Das Hybridmodell hat eine Systemleistung von 185 kW (252 PS) die im Modus „XTraBoost“ auf 215 kW (292 PS) erhöht wird; der kombinierte Kraftstoff-Normverbrauch beträgt 1,6–1,9 l/100 km und der kombinierte Strom-Normverbrauch 14,8–15,4 kWh/100 km. Seit Sommer 2020 ist der 330e auch als Touring und mit Allradantrieb erhältlich.
Seit März 2020 ist der 318i mit einem 115 kW (156 PS) starken Ottomotor als Einstiegsmodell lieferbar.
Zwischen März 2021 und Mai 2024 war auch der schwächere 320e verfügbar. Im Touring war für ihn auch Allradantrieb erhältlich. Zum selben Termin lag der Marktstart für den M3 mit dem Sportmotor BMW S58; er hat ein handgeschaltetes 6-Gang-Getriebe.
Mit der Modellpflege 2022 erhalten die 4-Zylinder-Ottomotoren den im Zylinderkopf eingebauten Krümmer und alle Motoren werden ausschließlich mit Automatikgetriebe geliefert, Gangwechsel erfolgen über Schaltwippen am Lenkrad. Auf Wunsch ist die Automatik mit kürzeren Schaltzeiten und Launch Control erhältlich.

### i3 eDrive35L

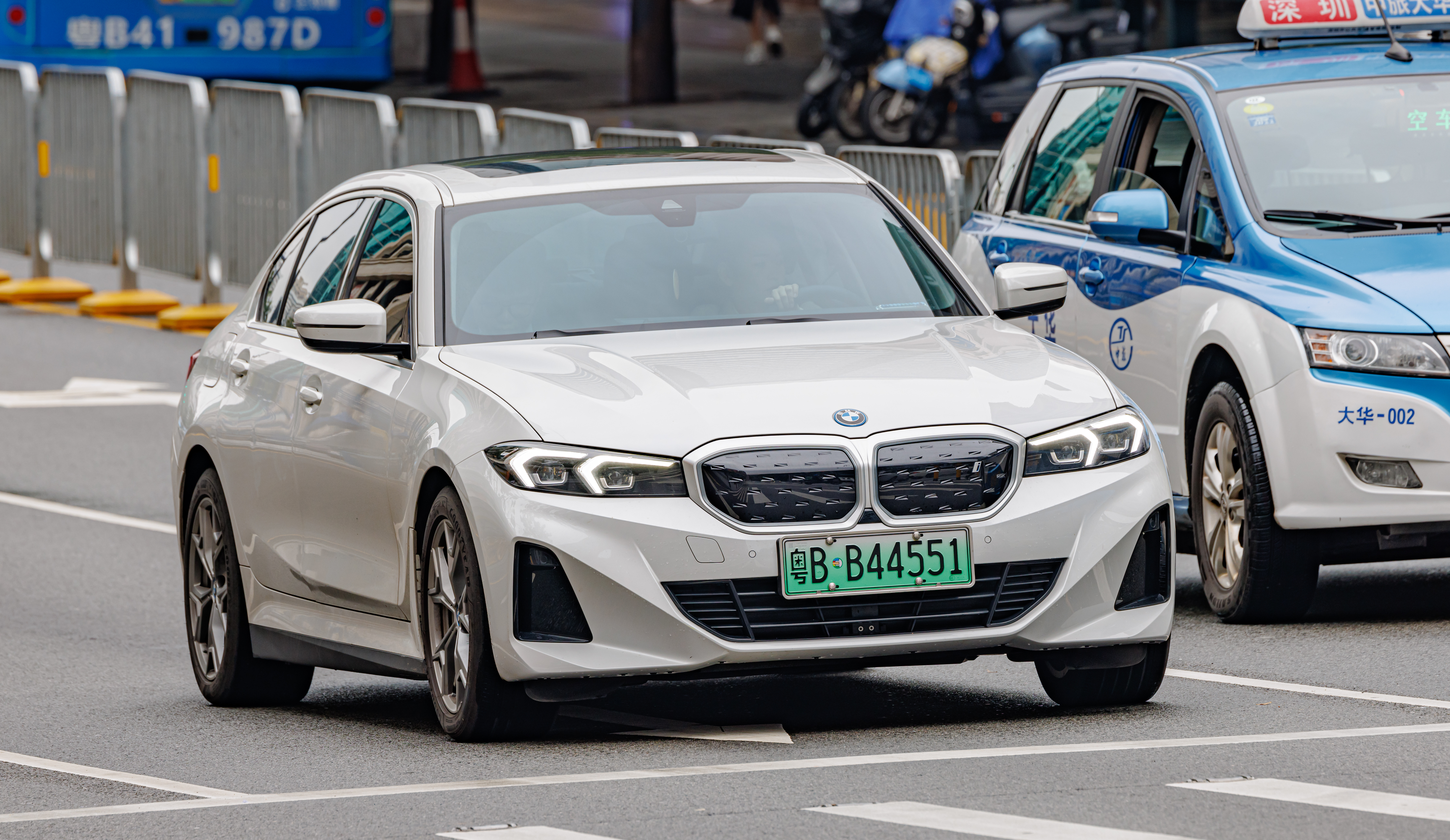
BMW i3 (seit 2022)

Seit Ende März 2022 gibt es in China die Langversion (G28) vollelektrisch als BMW i3 eDrive35L. Sein Antrieb stammt aus dem i4 eDrive35 und wird von einem netto 66,1 kWh großen Akku gespeist, der im Unterboden platziert ist; letzterer ermöglicht nach dem chinesischen, etwas großzügigeren Testzyklus CLTC (China Light-Duty Vehicles Test Cycle) eine Reichweite von 526 km. Auf 100 km/h soll der i3 in 6,2 Sekunden beschleunigen, die Höchstgeschwindigkeit liegt bei 180 km/h.

## Technische Daten

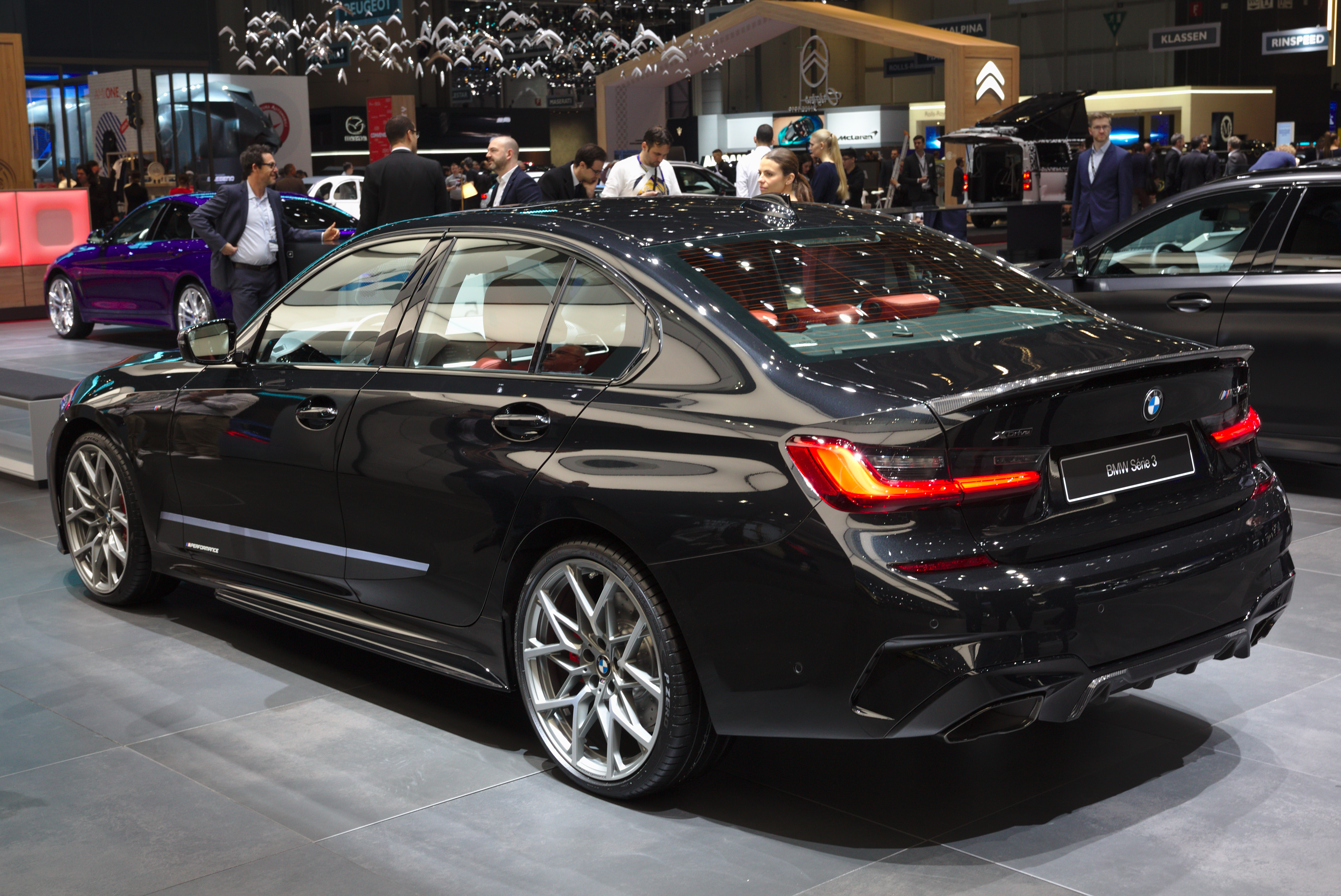
G20 M340i xDrive, Genfer Auto-Salon 2019, mit Anbauteilen M Performance Parts

### Ottomotoren
|                                                                            | 318i                            | 318i                            | 320i                            | 320i                            | 320i                            | 320i xDrive                     | 320i xDrive                     | 320i xDrive                     | 330i                            | 330i                            | 330i                            | 330i xDrive                     | 330i xDrive                     | 330i xDrive                     | 330i xDrive                     | M340i xDrive                    | M340i xDrive                    | M340i xDrive                    | M3 [G80]                                      | M3 [G80]                                      | M3 Competition [G80]                          | M3 Competition [G80]                          | M3 Competition xDrive [G80/G81]               | M3 Competition xDrive [G80/G81]               | M3 CS [G80/G81]                               |
| -------------------------------------------------------------------------- | ------------------------------- | ------------------------------- | ------------------------------- | ------------------------------- | ------------------------------- | ------------------------------- | ------------------------------- | ------------------------------- | ------------------------------- | ------------------------------- | ------------------------------- | ------------------------------- | ------------------------------- | ------------------------------- | ------------------------------- | ------------------------------- | ------------------------------- | ------------------------------- | --------------------------------------------- | --------------------------------------------- | --------------------------------------------- | --------------------------------------------- | --------------------------------------------- | --------------------------------------------- | --------------------------------------------- |
| Bauzeit                                                                    | 03/2020–05/2024                 | seit 07/2024                    | 03/2019–01/2020                 | 03/2020–05/2024                 | seit 07/2024                    | 07/2019–01/2020                 | 03/2020–05/2024                 | seit 07/2024                    | 03/2019–11/2020                 | 11/2020–06/2022                 | 07/2022–05/2024                 | 07/2019–11/2020                 | 11/2020–06/2022                 | 07/2022–05/2024                 | seit 07/2024                    | 07/2019–11/2020                 | 11/2020–05/2024                 | seit 07/2024                    | 03/2021–05/2024                               | seit 07/2024                                  | 03/2021–05/2024                               | seit 07/2024                                  | 07/2021–05/2024                               | seit 07/2024                                  | 03/2023–05/2024 seit 03/2025                  |
| Motorart                                                                   | Ottomotor                       | Ottomotor                       | Ottomotor                       | Ottomotor                       | Ottomotor                       | Ottomotor                       | Ottomotor                       | Ottomotor                       | Ottomotor                       | Ottomotor                       | Ottomotor                       | Ottomotor                       | Ottomotor                       | Ottomotor                       | Ottomotor                       | Ottomotor                       | Ottomotor                       | Ottomotor                       | Ottomotor                                     | Ottomotor                                     | Ottomotor                                     | Ottomotor                                     | Ottomotor                                     | Ottomotor                                     | Ottomotor                                     |
| Motorbauart                                                                | R4                              | R4                              | R4                              | R4                              | R4                              | R4                              | R4                              | R4                              | R4                              | R4                              | R4                              | R4                              | R4                              | R4                              | R4                              | R6                              | R6                              | R6                              | R6                                            | R6                                            | R6                                            | R6                                            | R6                                            | R6                                            | R6                                            |
| Motorbezeichnung                                                           | B48B20U1                        | B48B20U1                        | B48B20M1                        | B48B20M1                        | B48B20M1                        | B48B20M1                        | B48B20M1                        | B48B20M1                        | B48B20O1, B46B20O1              | B48B20O1, B46B20O1              | B48B20O1, B46B20O1              | B48B20O1, B46B20O1              | B48B20O1, B46B20O1              | B48B20O1, B46B20O1              | B48B20O1, B46B20O1              | B58B30TÜ1                       | B58B30TÜ1                       | B58B30TÜ1                       | S58B30O1                                      | S58B30O1                                      | S58B30O1                                      | S58B30O1                                      | S58B30O1                                      | S58B30O1                                      | S58B30O1                                      |
| Gemischaufbereitung                                                        | Benzindirekteinspritzung        | Benzindirekteinspritzung        | Benzindirekteinspritzung        | Benzindirekteinspritzung        | Benzindirekteinspritzung        | Benzindirekteinspritzung        | Benzindirekteinspritzung        | Benzindirekteinspritzung        | Benzindirekteinspritzung        | Benzindirekteinspritzung        | Benzindirekteinspritzung        | Benzindirekteinspritzung        | Benzindirekteinspritzung        | Benzindirekteinspritzung        | Benzindirekteinspritzung        | Benzindirekteinspritzung        | Benzindirekteinspritzung        | Benzindirekteinspritzung        | Benzindirekteinspritzung                      | Benzindirekteinspritzung                      | Benzindirekteinspritzung                      | Benzindirekteinspritzung                      | Benzindirekteinspritzung                      | Benzindirekteinspritzung                      | Benzindirekteinspritzung                      |
| Motoraufladung                                                             | Twin-Scroll-Abgasturbolader (1) | Twin-Scroll-Abgasturbolader (1) | Twin-Scroll-Abgasturbolader (1) | Twin-Scroll-Abgasturbolader (1) | Twin-Scroll-Abgasturbolader (1) | Twin-Scroll-Abgasturbolader (1) | Twin-Scroll-Abgasturbolader (1) | Twin-Scroll-Abgasturbolader (1) | Twin-Scroll-Abgasturbolader (1) | Twin-Scroll-Abgasturbolader (1) | Twin-Scroll-Abgasturbolader (1) | Twin-Scroll-Abgasturbolader (1) | Twin-Scroll-Abgasturbolader (1) | Twin-Scroll-Abgasturbolader (1) | Twin-Scroll-Abgasturbolader (1) | Twin-Scroll-Abgasturbolader (1) | Twin-Scroll-Abgasturbolader (1) | Twin-Scroll-Abgasturbolader (1) | Bi-Turbo (Zwei Single-Scroll-Abgasturbolader) | Bi-Turbo (Zwei Single-Scroll-Abgasturbolader) | Bi-Turbo (Zwei Single-Scroll-Abgasturbolader) | Bi-Turbo (Zwei Single-Scroll-Abgasturbolader) | Bi-Turbo (Zwei Single-Scroll-Abgasturbolader) | Bi-Turbo (Zwei Single-Scroll-Abgasturbolader) | Bi-Turbo (Zwei Single-Scroll-Abgasturbolader) |
| variable Ventilsteuerung                                                   | Valvetronic                     | Valvetronic                     | Valvetronic                     | Valvetronic                     | Valvetronic                     | Valvetronic                     | Valvetronic                     | Valvetronic                     | Valvetronic                     | Valvetronic                     | Valvetronic                     | Valvetronic                     | Valvetronic                     | Valvetronic                     | Valvetronic                     | Valvetronic                     | Valvetronic                     | Valvetronic                     | Valvetronic                                   | Valvetronic                                   | Valvetronic                                   | Valvetronic                                   | Valvetronic                                   | Valvetronic                                   | Valvetronic                                   |
| Hubraum                                                                    | 1998 cm³                        | 1998 cm³                        | 1998 cm³                        | 1998 cm³                        | 1998 cm³                        | 1998 cm³                        | 1998 cm³                        | 1998 cm³                        | 1998 cm³                        | 1998 cm³                        | 1998 cm³                        | 1998 cm³                        | 1998 cm³                        | 1998 cm³                        | 1998 cm³                        | 2998 cm³                        | 2998 cm³                        | 2998 cm³                        | 2993 cm³                                      | 2993 cm³                                      | 2993 cm³                                      | 2993 cm³                                      | 2993 cm³                                      | 2993 cm³                                      | 2993 cm³                                      |
| max. Leistung bei 1/min                                                    | 115 kW (156 PS)/ 4500–6500      | 115 kW (156 PS)/ 4500–6500      | 135 kW (184 PS)/ 5000–6500      | 135 kW (184 PS)/ 5000–6500      | 135 kW (184 PS)/ 5000–6500      | 135 kW (184 PS)/ 5000–6500      | 135 kW (184 PS)/ 5000–6500      | 135 kW (184 PS)/ 5000–6500      | 190 kW (258 PS)/ 5000–6500      | 190 kW (258 PS)/ 5000–6500      | 180 kW (245 PS)/ 4500–6500      | 190 kW (258 PS)/ 5000–6500      | 190 kW (258 PS)/ 5000–6500      | 180 kW (245 PS)/ 4500–6500      | 180 kW (245 PS)/ 4500–6500      | 275 kW (374 PS)/ 5500–6500      | 275 kW (374 PS)/ 5500–6500      | 275 kW (374 PS)/ 5500–6500      | 353 kW (480 PS)/ 6250                         | 353 kW (480 PS)/ 6250                         | 375 kW (510 PS)/ 6250                         | 375 kW (510 PS)/ 6250                         | 375 kW (510 PS)/ 6250                         | 390 kW (530 PS)/ 6250                         | 405 kW (550 PS)/ 6250                         |
| max. Drehmoment bei 1/min                                                  | 250 Nm/ 1300–4300               | 250 Nm/ 1300–4300               | 300 Nm/ 1350–4000               | 300 Nm/ 1350–4000               | 300 Nm/ 1350–4000               | 300 Nm/ 1350–4000               | 300 Nm/ 1350–4000               | 300 Nm/ 1350–4000               | 400 Nm/ 1550–4000               | 400 Nm/ 1550–4400               | 400 Nm/ 1600–4000               | 400 Nm/ 1550–4000               | 400 Nm/ 1550–4400               | 400 Nm/ 1600–4000               | 400 Nm/ 1600–4000               | 500 Nm/ 1850–5000               | 500 Nm/ 1900–5000               | 500 Nm/ 1900–5000               | 550 Nm/ 2650–6130                             | 550 Nm/ 2650–6130                             | 650 Nm/ 2750–5500                             | 650 Nm/ 2750–5500                             | 650 Nm/ 2750–5500                             | 650 Nm/ 2750–5730                             | 650 Nm/ 2750–5950                             |
| Getriebe, serienmäßig                                                      | 8-Gang-Automatikgetriebe        | 8-Gang-Automatikgetriebe        | 8-Gang-Automatikgetriebe        | 8-Gang-Automatikgetriebe        | 8-Gang-Automatikgetriebe        | 8-Gang-Automatikgetriebe        | 8-Gang-Automatikgetriebe        | 8-Gang-Automatikgetriebe        | 8-Gang-Automatikgetriebe        | 8-Gang-Automatikgetriebe        | 8-Gang-Automatikgetriebe        | 8-Gang-Automatikgetriebe        | 8-Gang-Automatikgetriebe        | 8-Gang-Automatikgetriebe        | 8-Gang-Automatikgetriebe        | 8-Gang-Automatikgetriebe        | 8-Gang-Automatikgetriebe        | 8-Gang-Automatikgetriebe        | 6-Gang-Schaltgetriebe                         | 6-Gang-Schaltgetriebe                         | 8-Gang-Automatikgetriebe                      | 8-Gang-Automatikgetriebe                      | 8-Gang-Automatikgetriebe                      | 8-Gang-Automatikgetriebe                      | 8-Gang-Automatikgetriebe                      |
| Getriebespreizung, serienmäßig                                             | 8,2                             | 8,2                             | 8,2                             | 8,2                             | 8,2                             | 8,2                             | 8,2                             | 8,2                             | 8,2                             | 8,2                             | 8,2                             | 8,2                             | 8,2                             | 8,2                             | 8,2                             | 8,2                             | 8,2                             | 8,2                             | –                                             | –                                             | –                                             | –                                             | –                                             | –                                             | –                                             |
| Antrieb, serienmäßig                                                       | Hinterradantrieb                | Hinterradantrieb                | Hinterradantrieb                | Hinterradantrieb                | Hinterradantrieb                | Allradantrieb                   | Allradantrieb                   | Allradantrieb                   | Hinterradantrieb                | Hinterradantrieb                | Hinterradantrieb                | Allradantrieb                   | Allradantrieb                   | Allradantrieb                   | Allradantrieb                   | Allradantrieb                   | Allradantrieb                   | Allradantrieb                   | Hinterradantrieb                              | Hinterradantrieb                              | Hinterradantrieb                              | Hinterradantrieb                              | Allradantrieb                                 | Allradantrieb                                 | Allradantrieb                                 |
| Leergewicht (DIN/EU, Limousine) [kg]                                       | 1490 / 1565                     | 1500 / 1575                     | 1460 / 1535                     | 1495 / 1570                     | 1515 / 1590                     | 1540 / 1615                     | 1560 / 1635                     | 1580 / 1655                     | 1470 / 1545                     | 1505 / 1580                     | 1525 / 1600                     | 1565 / 1640                     | 1585 / 1660                     | 1595 / 1670                     | 1595 / 1670                     | 1670 / 1745                     | 1735 / 1810                     | 1725 / 1800                     | 1705 / 1780                                   | 1705 / 1780                                   | 1730 / 1805                                   | 1730 / 1805                                   | 1780 / 1855                                   | 1780 / 1855                                   | 1765 / 1840                                   |
| Beschleunigung, 0–100 km/h in s Limousine                                  | 8,4                             | 8,6                             | 7,1                             | 7,1                             | 7,4                             | 7,6                             | 7,6                             | 7,7                             | 5,8                             | 5,9                             | 5,9                             | 5,5                             | 5,6                             | 5,7                             | 5,7                             | 4,4                             | 4,4                             | 4,4                             | 4,2                                           | 4,2                                           | 3,9                                           | 3,9                                           | 3,5                                           | 3,5                                           | 3,4                                           |
| Beschleunigung, 0–100 km/h in s Touring                                    | 8,7                             | 8,8                             | 7,6                             | 7,5                             | 7,6                             | –                               | –                               | –                               | 5,9                             | 6,0                             | 6,1                             | 5,8                             | 5,9                             | 6,0                             | 6,0                             | 4,5                             | 4,6                             | 4,6                             | –                                             | –                                             | –                                             | –                                             | 3,6                                           | 3,6                                           | 3,5                                           |
| Höchstgeschwindigkeit in km/h Limousine                                    | 223                             | 223                             | 235                             | 235                             | 235                             | 230                             | 230                             | 230                             | 250                             | 250                             | 250                             | 250                             | 250                             | 250                             | 250                             | 250                             | 250                             | 250                             | 250 290 (2)                                   | 250 290 (2)                                   | 250 290 (2)                                   | 250 290 (2)                                   | 250 290 (2)                                   | 250 290 (2)                                   | 302                                           |
| Höchstgeschwindigkeit in km/h Touring                                      | 220                             | 218                             | 230                             | 230                             | 230                             | –                               | –                               | –                               | 250                             | 250                             | 250                             | 250                             | 250                             | 250                             | 250                             | 250                             | 250                             | 250                             | –                                             | –                                             | –                                             | –                                             | 250 280 (2)                                   | 250 280 (2)                                   | 300                                           |
| Kraftstoffverbrauch, nach EWG-Richtlinie, kombiniert in l/100 km Limousine | 5,3–5,7                         | 7,2                             | 5,7–6,0                         | 5,3–5,4                         | 7,3                             | 5,9–6,3                         | 5,9–6,1                         | 7,6                             | 5,8–6,1                         | 5,6–6,0                         | 6,6–7,4                         | 6,2–6,5                         | 5,9–6,3                         | 7,0–7,8                         | 7,8                             | 7,0–7,4                         | 6,6–7,0                         | 8,5                             | 10,8                                          | 10,0–10,1                                     | 10,2                                          | 9,7–9,9                                       | 10,2                                          | 10,1–10,2                                     | 10,1–10,4                                     |
| Kraftstoffverbrauch, nach EWG-Richtlinie, kombiniert in l/100 km Touring   | 5,7–6,2                         | 7,4                             | 5,8–6,3                         | 5,7–5,8                         | 7,5                             | –                               | –                               | –                               | 6,0–6,4                         | 5,9–6,3                         | 6,8–7,7                         | 6,3–6,6                         | 6,1–6,5                         | 7,3–8,1                         | 8,1                             | 7,1–7,5                         | 6,9–7,2                         | 8,8                             | –                                             | –                                             | –                                             | –                                             | 10,3                                          | 10,3–10,4                                     | 10,5                                          |
| CO2-Emission mit Seriengetriebe, kombiniert in g/km Limousine              | 120–130                         | 162                             | 129–137                         | 120–123                         | 165                             | 134–143                         | 135–139                         | 171                             | 132–139                         | 129–138                         | 148–166                         | 141–147                         | 135–145                         | 158–175                         | 175                             | 160–168                         | 152–161                         | 192                             | 248                                           | 227–230                                       | 234                                           | 220–224                                       | 232                                           | 227–230                                       | 229–234                                       |
| CO2-Emission mit Seriengetriebe, kombiniert in g/km Touring                | 130–140                         | 167                             | 133–144                         | 130–133                         | 170                             | –                               | –                               | –                               | 136–146                         | 134–144                         | 154–172                         | 143–151                         | 139–149                         | 164–182                         | 182                             | 162–170                         | 157–166                         | 198                             | –                                             | –                                             | –                                             | –                                             | 235                                           | 233–235                                       | 238                                           |
| Tankinhalt                                                                 | 59 l                            | 59 l                            | 59 l                            | 59 l                            | 59 l                            | 59 l                            | 59 l                            | 59 l                            | 59 l                            | 59 l                            | 59 l                            | 59 l                            | 59 l                            | 59 l                            | 59 l                            | 59 l                            | 59 l                            | 59 l                            | 59 l                                          | 59 l                                          | 59 l                                          | 59 l                                          | 59 l                                          | 59 l                                          | 59 l                                          |
| Abgasnorm nach EU-Klassifikation                                           | Euro 6d                         | Euro 6e                         | Euro 6d-TEMP                    | Euro 6d                         | Euro 6e                         | Euro 6d-TEMP                    | Euro 6d                         | Euro 6e                         | Euro 6d-TEMP                    | Euro 6d                         | Euro 6d                         | Euro 6d-TEMP                    | Euro 6d                         | Euro 6d                         | Euro 6e                         | Euro 6d-TEMP                    | Euro 6d                         | Euro 6e                         | Euro 6d                                       | Euro 6e                                       | Euro 6d                                       | Euro 6e                                       | Euro 6d                                       | Euro 6e                                       | Euro 6d                                       |

(1) von BMW verwendete Marketingbezeichnung TwinPower
(2) mit M Driver’s Package

### Hybrid

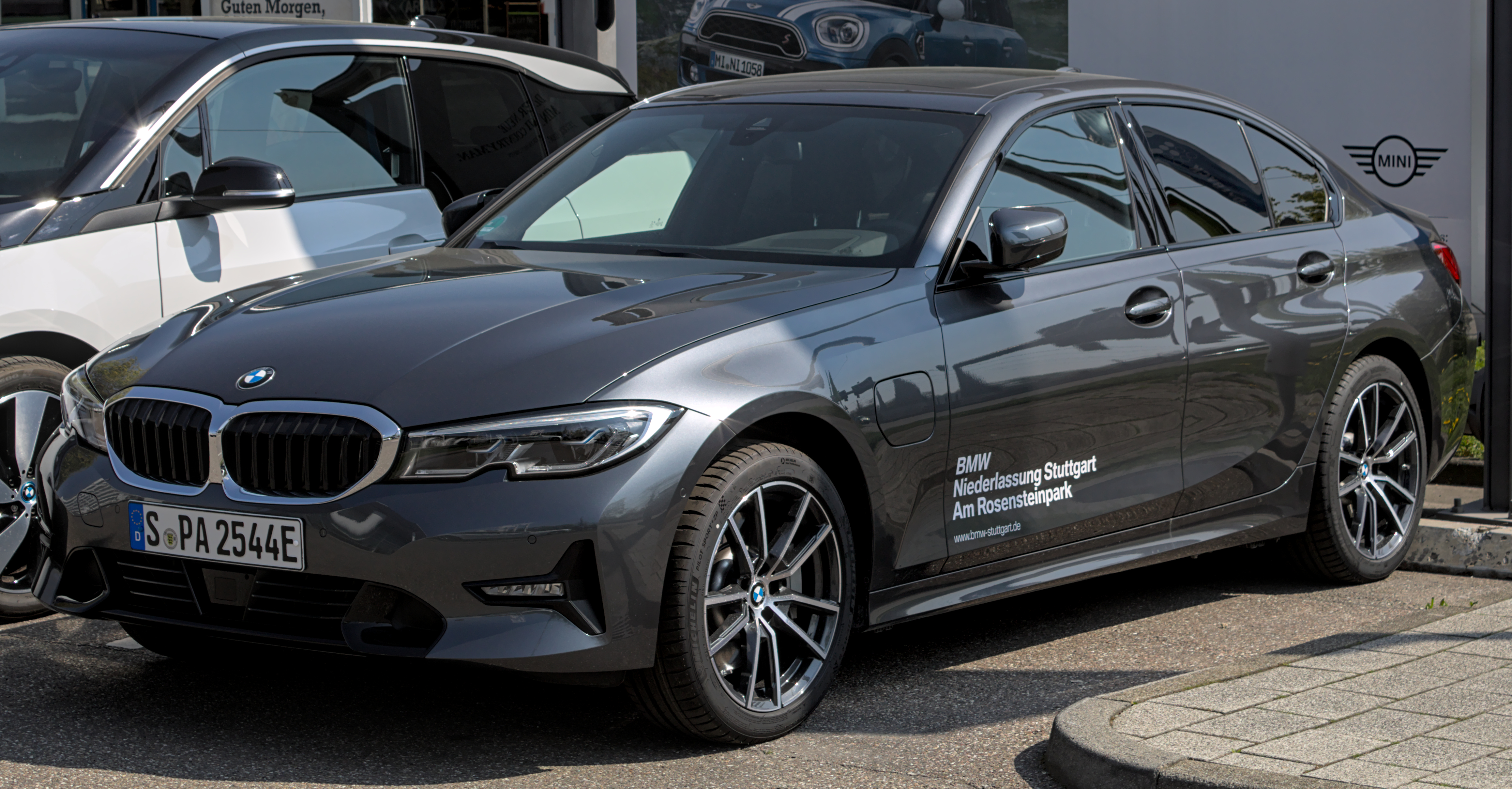
G20 330e

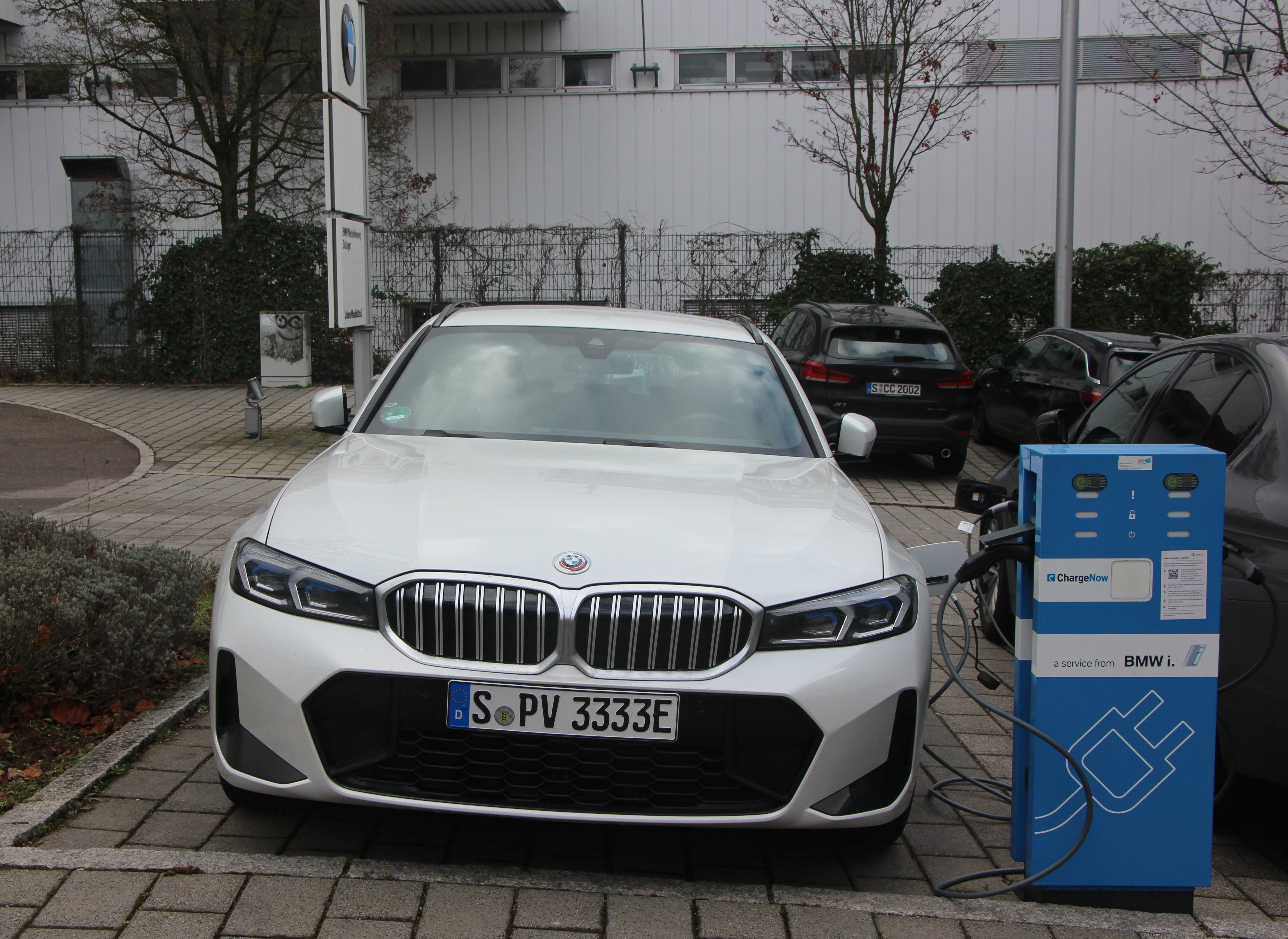
G21 330e Facelift

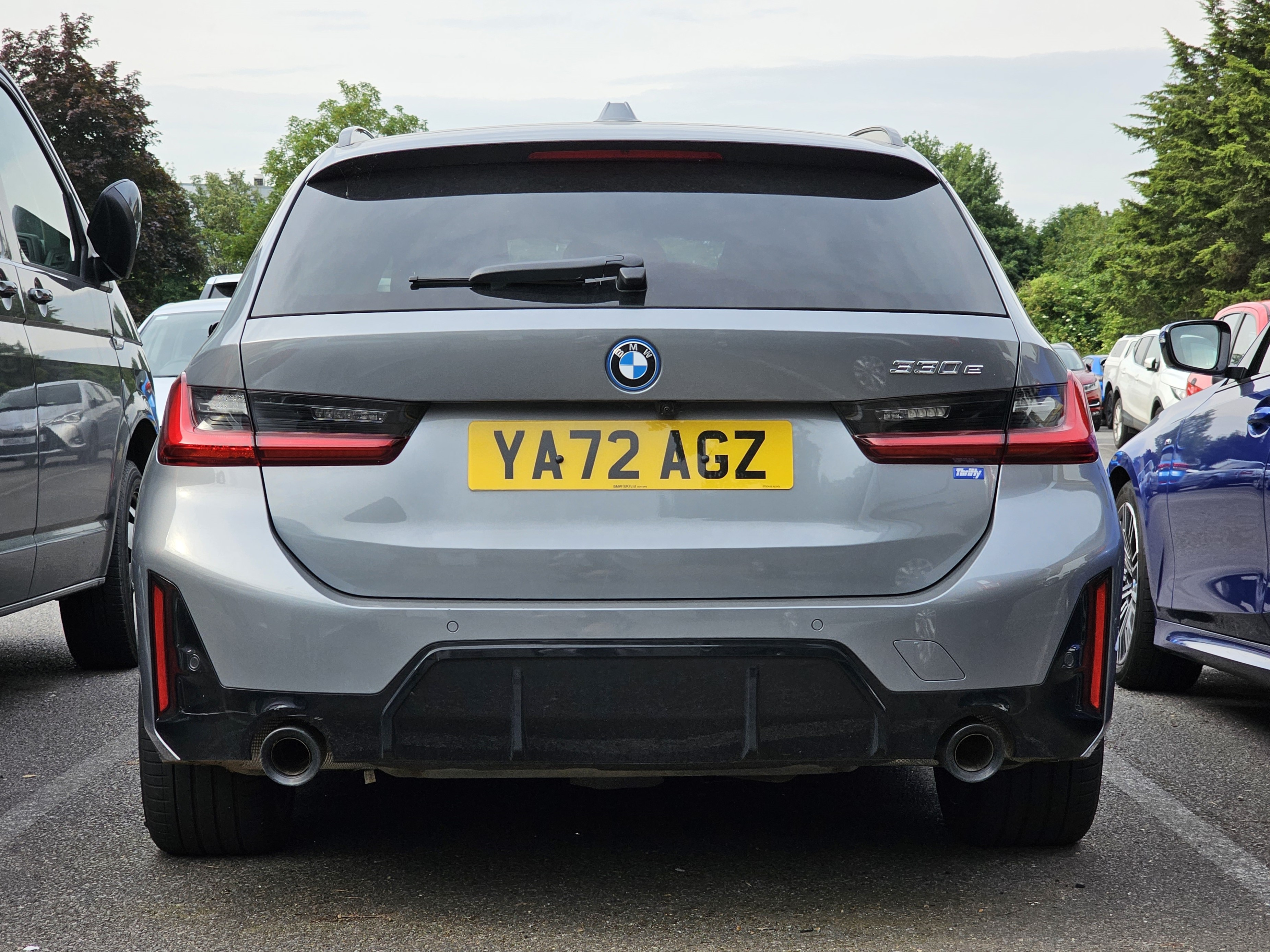
G21 330e, Modell M Sport

|                                                                                           | 320e                           | 320e xDrive                    | 330e                           | 330e                           | 330e                           | 330e xDrive                    | 330e xDrive                    |
| ----------------------------------------------------------------------------------------- | ------------------------------ | ------------------------------ | ------------------------------ | ------------------------------ | ------------------------------ | ------------------------------ | ------------------------------ |
| Bauzeit                                                                                   | 03/2021–05/2024                | 03/2021–05/2024                | 07/2019–06/2020                | 07/2020–05/2024                | seit 07/2024                   | 07/2020–05/2024                | seit 07/2024                   |
| Motorart                                                                                  | Ottomotor + Elektromotor       | Ottomotor + Elektromotor       | Ottomotor + Elektromotor       | Ottomotor + Elektromotor       | Ottomotor + Elektromotor       | Ottomotor + Elektromotor       | Ottomotor + Elektromotor       |
| Motorbauart                                                                               | R4- + Elektromotor             | R4- + Elektromotor             | R4- + Elektromotor             | R4- + Elektromotor             | R4- + Elektromotor             | R4- + Elektromotor             | R4- + Elektromotor             |
| Gemischaufbereitung                                                                       | Benzindirekteinspritzung       | Benzindirekteinspritzung       | Benzindirekteinspritzung       | Benzindirekteinspritzung       | Benzindirekteinspritzung       | Benzindirekteinspritzung       | Benzindirekteinspritzung       |
| Motoraufladung                                                                            | Twin-Scroll-Abgasturbolader    | Twin-Scroll-Abgasturbolader    | Twin-Scroll-Abgasturbolader    | Twin-Scroll-Abgasturbolader    | Twin-Scroll-Abgasturbolader    | Twin-Scroll-Abgasturbolader    | Twin-Scroll-Abgasturbolader    |
| variable Ventilsteuerung                                                                  | Valvetronic                    | Valvetronic                    | Valvetronic                    | Valvetronic                    | Valvetronic                    | Valvetronic                    | Valvetronic                    |
| Hubraum                                                                                   | 1998 cm³                       | 1998 cm³                       | 1998 cm³                       | 1998 cm³                       | 1998 cm³                       | 1998 cm³                       | 1998 cm³                       |
| Systemleistung                                                                            | 150 kW (204 PS)                | 150 kW (204 PS)                | 185 kW (252 PS)                | 185 kW (252 PS)                | 185 kW (252 PS)                | 185 kW (252 PS)                | 185 kW (252 PS)                |
| Systemleistung, Boostmodus                                                                | –                              | –                              | 215 kW (292 PS)                | 215 kW (292 PS)                | 215 kW (292 PS)                | 215 kW (292 PS)                | 215 kW (292 PS)                |
| max. Leistung Verbrennungsmotor bei 1/min                                                 | 120 kW (163 PS)/ 5000–6500     | 120 kW (163 PS)/ 5000–6500     | 135 kW (184 PS)/ 5000–6500     | 135 kW (184 PS)/ 5000–6500     | 135 kW (184 PS)/ 5000–6500     | 135 kW (184 PS)/ 5000–6500     | 135 kW (184 PS)/ 5000–6500     |
| Leistung Elektromotor bei 1/min                                                           | 50 kW (68 PS)                  | 50 kW (68 PS)                  | 50 kW (68 PS)                  | 50 kW (68 PS)                  | 80 kW (109 PS)                 | 50 kW (68 PS)                  | 80 kW (109 PS)                 |
| Leistung Elektromotor, Boostmodus bei 1/min                                               | 83 kW (113 PS) 3170            | 83 kW (113 PS) 3170            | 83 kW (113 PS) 3170            | 83 kW (113 PS) 3170            | –                              | 83 kW (113 PS) 3170            | –                              |
| max. Systemdrehmoment                                                                     | 350 Nm                         | 350 Nm                         | 420 Nm                         | 420 Nm                         | 420 Nm                         | 420 Nm                         | 420 Nm                         |
| max. Drehmoment Verbrennungsmotor bei 1/min                                               | 300 Nm/ 1350–3700              | 300 Nm/ 1350–3700              | 290 Nm/ 1350–4250              | 300 Nm/ 1350–4000              | 300 Nm/ 1350–4000              | 300 Nm/ 1350–4000              | 300 Nm/ 1350–4000              |
| max. Drehmoment Elektromotor bei 1/min                                                    | 265 Nm/ 100–2500               | 265 Nm/ 100–2500               | 250 Nm/ 0–2500                 | 265 Nm/ 100–2500               | 265 Nm/ 100–2500               | 265 Nm/ 100–2500               | 265 Nm/ 100–2500               |
| Leergewicht in kg Limousine                                                               | 1840                           | –                              | –                              | 1845                           | 1910                           | 1895                           | 1960                           |
| Leergewicht in kg Touring                                                                 | 1900                           | 1955                           | –                              | 1905                           | 1970                           | 1965                           | 2025                           |
| Getriebe, serienmäßig                                                                     | 8-Gang-Automatikgetriebe       | 8-Gang-Automatikgetriebe       | 8-Gang-Automatikgetriebe       | 8-Gang-Automatikgetriebe       | 8-Gang-Automatikgetriebe       | 8-Gang-Automatikgetriebe       | 8-Gang-Automatikgetriebe       |
| Antrieb, serienmäßig                                                                      | Hinterradantrieb               | Allradantrieb                  | Hinterradantrieb               | Hinterradantrieb               | Hinterradantrieb               | Allradantrieb                  | Allradantrieb                  |
| Beschleunigung, 0–100 km/h in s Limousine                                                 | 7,6                            | –                              | 5,9                            | 5,8                            | 5,9                            | 5,8                            | 5,9                            |
| Beschleunigung, 0–100 km/h in s Touring                                                   | 7,9                            | 8,2                            | –                              | 5,9                            | 6,0                            | 5,9                            | 6,0                            |
| Höchstgeschwindigkeit in km/h Limousine                                                   | 225 140 (3)                    | –                              | 230 140 (3)                    | 230 140 (3)                    | 230 140 (3)                    | 230 140 (3)                    | 230 140 (3)                    |
| Höchstgeschwindigkeit in km/h Touring                                                     | 220 140 (3)                    | 219 140 (3)                    | –                              | 230 140 (3)                    | 230 140 (3)                    | 225 140 (3)                    | 225 140 (3)                    |
| Kraftstoffverbrauch, nach EWG-Richtlinie, kombiniert in l/100 km Limousine                | 1,5–1,8                        | –                              | 1,6–1,9                        | 1,5–1,6                        | 0,8–1,1                        | 1,7–2,0                        | 0,9–1,2                        |
| Kraftstoffverbrauch, nach EWG-Richtlinie, kombiniert in l/100 km Touring                  | 1,7–1,9                        | 1,9–2,1                        | –                              | 1,7–1,9                        | 0,9–1,1                        | 1,9–2,2                        | 1,0–1,2                        |
| Stromverbrauch, nach EWG-Richtlinie, kombiniert in kWh/100 km Limousine                   | 14,2–14,8                      | –                              | 14,8–15,4                      | 13,9–14,2                      | 20,7–23,4                      | 15,2–15,9                      | 22,0–24,6                      |
| Stromverbrauch, nach EWG-Richtlinie, kombiniert in kWh/100 km Touring                     | 14,3–15,3                      | 16,0–16,4                      | –                              | 14,5–15,6                      | 21,3–23,0                      | 14,7–15,8                      | 22,9–24,4                      |
| CO2-Emission mit Seriengetriebe, kombiniert in g/km Limousine                             | 35–41                          | –                              | 37–43                          | 35–37                          | 19–25                          | 40–45                          | 21–27                          |
| CO2-Emission mit Seriengetriebe, kombiniert in g/km Touring                               | 38–44                          | 43–49                          | –                              | 38–44                          | 20–24                          | 43–49                          | 23–25                          |
| Tankinhalt                                                                                | 40 l                           | 40 l                           | 40 l                           | 40 l                           | 40 l                           | 40 l                           | 40 l                           |
| Batterieart                                                                               | Lithium-Ionen-Hochvoltbatterie | Lithium-Ionen-Hochvoltbatterie | Lithium-Ionen-Hochvoltbatterie | Lithium-Ionen-Hochvoltbatterie | Lithium-Ionen-Hochvoltbatterie | Lithium-Ionen-Hochvoltbatterie | Lithium-Ionen-Hochvoltbatterie |
| Batteriebruttokapazität                                                                   | 12,0 kWh                       | 12,0 kWh                       | 12,0 kWh                       | 12,0 kWh                       |                                | 12,0 kWh                       |                                |
| Batterienettokapazität                                                                    |                                |                                | 10,43 kWh                      | 11,15 kWh                      | 19,5 kWh                       | 11,15 kWh                      | 19,5 kWh                       |
| Reichweite rein elektrisch in km Limousine                                                | 52–61                          | –                              | 60                             | 69–71                          | 85–101                         | 60–66                          | 81–96                          |
| Reichweite rein elektrisch in km Touring                                                  | 50–59                          | 46–57                          | –                              | 60–67                          | 87–98                          | 58–63                          | 84–91                          |
| Abgasnorm nach EU-Klassifikation                                                          | Euro 6d                        | Euro 6d                        | Euro 6d-TEMP                   | Euro 6d                        | Euro 6e                        | Euro 6d                        | Euro 6e                        |
| Ladezeit in h (Wallbox / öffentliches laden mit max. 3,7 kW bei 80 % der max. Kapazität)  | 2,6                            | 2,6                            | –                              | 2,6                            |                                | 2,6                            |                                |
| Ladezeit in h (Wallbox / öffentliches laden mit max. 3,7 kW bei 100 % der max. Kapazität) | 3,6                            | 3,6                            | –                              | 3,6                            |                                | 3,6                            |                                |
| Ladezeit in h (Haushaltssteckdose 230 V / 12,5 A bei 80 % der max. Kapazität)             | 4,3                            | 4,3                            | –                              | 4,3                            |                                | 4,3                            |                                |
| Ladezeit in h (Haushaltssteckdose 230 V / 12,5 A bei 100 % der max. Kapazität)            | 6,0                            | 6,0                            | –                              | 6,0                            |                                | 6,0                            |                                |

### Dieselmotoren
|                                                                            | 318d                                                      | 318d                                                      | 318d                                                      | 320d                                                      | 320d                                                      | 320d                                                      | 320d xDrive                                               | 320d xDrive                                               | 320d xDrive                                               | 330d                                                    | 330d xDrive                                             | 330d                                                    | 330d xDrive                                             | 330d xDrive                                             | M340d xDrive                                            | M340d xDrive                                            |
| -------------------------------------------------------------------------- | --------------------------------------------------------- | --------------------------------------------------------- | --------------------------------------------------------- | --------------------------------------------------------- | --------------------------------------------------------- | --------------------------------------------------------- | --------------------------------------------------------- | --------------------------------------------------------- | --------------------------------------------------------- | ------------------------------------------------------- | ------------------------------------------------------- | ------------------------------------------------------- | ------------------------------------------------------- | ------------------------------------------------------- | ------------------------------------------------------- | ------------------------------------------------------- |
| Bauzeit                                                                    | 03/2019–01/2020                                           | 03/2020–05/2024                                           | seit 07/2024                                              | 03/2019–01/2020                                           | 03/2020–05/2024                                           | seit 07/2024                                              | 03/2019–01/2020                                           | 03/2020–05/2024                                           | seit 07/2024                                              | 03/2019–11/2020                                         | 07/2019–11/2020                                         | 11/2020–05/2024                                         | 11/2020–05/2024                                         | seit 07/2024                                            | 04/2020–05/2024                                         | seit 07/2024                                            |
| Motorart                                                                   | Dieselmotor                                               | Dieselmotor                                               | Dieselmotor                                               | Dieselmotor                                               | Dieselmotor                                               | Dieselmotor                                               | Dieselmotor                                               | Dieselmotor                                               | Dieselmotor                                               | Dieselmotor                                             | Dieselmotor                                             | Dieselmotor                                             | Dieselmotor                                             | Dieselmotor                                             | Dieselmotor                                             | Dieselmotor                                             |
| Motorbauart                                                                | R4                                                        | R4                                                        | R4                                                        | R4                                                        | R4                                                        | R4                                                        | R4                                                        | R4                                                        | R4                                                        | R6                                                      | R6                                                      | R6                                                      | R6                                                      | R6                                                      | R6                                                      | R6                                                      |
| Motorbezeichnung                                                           | B47D20TÜ1                                                 | B47D20TÜ1                                                 | B47D20TÜ1                                                 | B47D20TÜ1                                                 | B47D20TÜ1                                                 | B47D20TÜ1                                                 | B47D20TÜ1                                                 | B47D20TÜ1                                                 | B47D20TÜ1                                                 | B57D30O0                                                | B57D30O0                                                | B57D30O2                                                | B57D30O2                                                | B57D30O2                                                | B57D30T2                                                | B57D30T2                                                |
| Gemischaufbereitung                                                        | Common-Rail-Direkteinspritzung                            | Common-Rail-Direkteinspritzung                            | Common-Rail-Direkteinspritzung                            | Common-Rail-Direkteinspritzung                            | Common-Rail-Direkteinspritzung                            | Common-Rail-Direkteinspritzung                            | Common-Rail-Direkteinspritzung                            | Common-Rail-Direkteinspritzung                            | Common-Rail-Direkteinspritzung                            | Common-Rail-Direkteinspritzung                          | Common-Rail-Direkteinspritzung                          | Common-Rail-Direkteinspritzung                          | Common-Rail-Direkteinspritzung                          | Common-Rail-Direkteinspritzung                          | Common-Rail-Direkteinspritzung                          | Common-Rail-Direkteinspritzung                          |
| Motoraufladung                                                             | Stufenaufladung, zwei Turbolader, einer davon mit VTG (4) | Stufenaufladung, zwei Turbolader, einer davon mit VTG (4) | Stufenaufladung, zwei Turbolader, einer davon mit VTG (4) | Stufenaufladung, zwei Turbolader, einer davon mit VTG (4) | Stufenaufladung, zwei Turbolader, einer davon mit VTG (4) | Stufenaufladung, zwei Turbolader, einer davon mit VTG (4) | Stufenaufladung, zwei Turbolader, einer davon mit VTG (4) | Stufenaufladung, zwei Turbolader, einer davon mit VTG (4) | Stufenaufladung, zwei Turbolader, einer davon mit VTG (4) | ein VTG Turbolader                                      | ein VTG Turbolader                                      | zwei Turbolader, einer davon mit VTG (4)                | zwei Turbolader, einer davon mit VTG (4)                | zwei Turbolader, einer davon mit VTG (4)                | zwei VTG Turbolader                                     | zwei VTG Turbolader                                     |
| Hubraum                                                                    | 1995 cm³                                                  | 1995 cm³                                                  | 1995 cm³                                                  | 1995 cm³                                                  | 1995 cm³                                                  | 1995 cm³                                                  | 1995 cm³                                                  | 1995 cm³                                                  | 1995 cm³                                                  | 2993 cm³                                                | 2993 cm³                                                | 2993 cm³                                                | 2993 cm³                                                | 2993 cm³                                                | 2993 cm³                                                | 2993 cm³                                                |
| max. Leistung bei 1/min                                                    | 110 kW (150 PS)/ 3750–4000                                | 110 kW (150 PS)/ 3750–4000                                | 110 kW (150 PS)/ 4000                                     | 140 kW (190 PS)/ 4000                                     | 140 kW (190 PS)/ 4000                                     | 140 kW (190 PS)/ 4000                                     | 140 kW (190 PS)/ 4000                                     | 140 kW (190 PS)/ 4000                                     | 140 kW (190 PS)/ 4000                                     | 195 kW (265 PS)/ 4000                                   | 195 kW (265 PS)/ 4000                                   | 210 kW (286 PS)/ 4000                                   | 210 kW (286 PS)/ 4000                                   | 210 kW (286 PS)/ 4000                                   | 250 kW (340 PS)/ 4400                                   | 250 kW (340 PS)/ 4400                                   |
| max. Leistung bei 1/min                                                    | ab 02/2020 mit 48V Mild-Hybrid-Technologie 8 kW (11 PS)   | ab 02/2020 mit 48V Mild-Hybrid-Technologie 8 kW (11 PS)   | ab 02/2020 mit 48V Mild-Hybrid-Technologie 8 kW (11 PS)   | ab 02/2020 mit 48V Mild-Hybrid-Technologie 8 kW (11 PS)   | ab 02/2020 mit 48V Mild-Hybrid-Technologie 8 kW (11 PS)   | ab 02/2020 mit 48V Mild-Hybrid-Technologie 8 kW (11 PS)   | ab 02/2020 mit 48V Mild-Hybrid-Technologie 8 kW (11 PS)   | ab 02/2020 mit 48V Mild-Hybrid-Technologie 8 kW (11 PS)   | ab 02/2020 mit 48V Mild-Hybrid-Technologie 8 kW (11 PS)   | ab 11/2020 mit 48V Mild-Hybrid-Technologie 8 kW (11 PS) | ab 11/2020 mit 48V Mild-Hybrid-Technologie 8 kW (11 PS) | ab 11/2020 mit 48V Mild-Hybrid-Technologie 8 kW (11 PS) | ab 11/2020 mit 48V Mild-Hybrid-Technologie 8 kW (11 PS) | ab 11/2020 mit 48V Mild-Hybrid-Technologie 8 kW (11 PS) | ab 11/2020 mit 48V Mild-Hybrid-Technologie 8 kW (11 PS) | ab 11/2020 mit 48V Mild-Hybrid-Technologie 8 kW (11 PS) |
| max. Drehmoment bei 1/min                                                  | 320 Nm/ 1500–3000                                         | 320 Nm/ 1500–3000                                         | 320 Nm/ 1500–3000                                         | 400 Nm/ 1750–2500                                         | 400 Nm/ 1750–2500                                         | 400 Nm/ 1750–2500                                         | 400 Nm/ 1750–2500                                         | 400 Nm/ 1750–2500                                         | 400 Nm/ 1750–2500                                         | 580 Nm/ 1750–2750                                       | 580 Nm/ 1750–2750                                       | 650 Nm/ 1500–2500                                       | 650 Nm/ 1500–2500                                       | 650 Nm/ 1500–2500                                       | 700 Nm/ 1750–2250                                       | 700 Nm/ 1750–2250                                       |
| Getriebe, serienmäßig                                                      | 6-Gang-Schaltgetriebe                                     | ZF 8HP51 8-Gang-Automatikgetriebe                         | ZF 8HP51 8-Gang-Automatikgetriebe                         | 6-Gang-Schaltgetriebe                                     | ZF 8HP51 8-Gang-Automatikgetriebe                         | ZF 8HP51 8-Gang-Automatikgetriebe                         | ZF 8HP51 8-Gang-Automatikgetriebe                         | ZF 8HP51 8-Gang-Automatikgetriebe                         | ZF 8HP51 8-Gang-Automatikgetriebe                         | ZF 8HP76 8-Gang-Automatikgetriebe                       | ZF 8HP76 8-Gang-Automatikgetriebe                       | ZF 8HP76 8-Gang-Automatikgetriebe                       | ZF 8HP76 8-Gang-Automatikgetriebe                       | ZF 8HP76 8-Gang-Automatikgetriebe                       | ZF 8HP76 8-Gang-Automatikgetriebe                       | ZF 8HP76 8-Gang-Automatikgetriebe                       |
| Getriebespreizung, serienmäßig                                             | 6,8                                                       | 6,8                                                       | 6,8                                                       | 6,8                                                       | 8,2                                                       | 8,2                                                       | 8,2                                                       | 8,2                                                       | 8,2                                                       | 8,59                                                    | 8,59                                                    | 8,59                                                    | 8,59                                                    | 8,59                                                    | 8,59                                                    | 8,59                                                    |
| Getriebe, optional                                                         | 8-Gang-Automatikgetriebe                                  | -                                                         | -                                                         | 8-Gang-Automatikgetriebe                                  | –                                                         | –                                                         | –                                                         | –                                                         | –                                                         | –                                                       | –                                                       | –                                                       | –                                                       | –                                                       | –                                                       | –                                                       |
| Getriebespreizung, optional                                                | (8,2)                                                     | (8,2)                                                     | (8,2)                                                     | (8,2)                                                     | –                                                         | –                                                         | –                                                         | –                                                         | –                                                         | –                                                       | –                                                       | –                                                       | –                                                       | –                                                       | –                                                       | –                                                       |
| Antrieb, serienmäßig                                                       | Hinterradantrieb                                          | Hinterradantrieb                                          | Hinterradantrieb                                          | Hinterradantrieb                                          | Hinterradantrieb                                          | Hinterradantrieb                                          | Allradantrieb                                             | Allradantrieb                                             | Allradantrieb                                             | Hinterradantrieb                                        | Allradantrieb                                           | Hinterradantrieb                                        | Allradantrieb                                           | Allradantrieb                                           | Allradantrieb                                           | Allradantrieb                                           |
| Leergewicht (DIN/EU, Limousine) [kg]                                       | 1445 / 1520                                               | 1445 / 1520                                               | 1585 / 1660                                               | 1450 / 1525                                               | 1450 / 1525                                               | 1595 / 1670                                               | 1540 / 1615                                               | 1540 / 1615                                               | 1660 / 1735                                               | 1590 / 1665                                             | 1660 / 1735                                             |                                                         | 1760 / 1835                                             | 1760 / 1835                                             |                                                         | 1800 / 1875                                             |
| Beschleunigung, 0–100 km/h in s Limousine                                  | 8,5 (8,4)                                                 | 8,4 (8,3)                                                 | 8,3                                                       | 7,1 (6,8)                                                 | 6,8                                                       | 6,9                                                       | 6,9                                                       | 6,9                                                       | 7,2                                                       | 5,5                                                     | 5,1                                                     | 5,3                                                     | 5,0                                                     | 5,0                                                     | 4,6                                                     | 4,6                                                     |
| Beschleunigung, 0–100 km/h in s Touring                                    | 8,9 (8,8)                                                 | 8,9 (8,8)                                                 | 8,8                                                       | 7,5 (7,1)                                                 | 7,1                                                       | 7,2                                                       | 7,4                                                       | 7,4                                                       | 7,5                                                       | 5,6                                                     | 5,4                                                     | 5,5                                                     | 5,2                                                     | 5,2                                                     | 4,8                                                     | 4,7                                                     |
| Höchstgeschwindigkeit in km/h Limousine                                    | 226                                                       | 226 (224)                                                 | 218                                                       | 240                                                       | 240                                                       | 235                                                       | 233                                                       | 233                                                       | 228                                                       | 250                                                     | 250                                                     | 250                                                     | 250                                                     | 250                                                     | 250                                                     | 250                                                     |
| Höchstgeschwindigkeit in km/h Touring                                      | 217 (215)                                                 | 217 (215)                                                 | 213                                                       | 229 (230)                                                 | 230                                                       | 229                                                       | 225                                                       | 225                                                       | 225                                                       | 250                                                     | 250                                                     | 250                                                     | 250                                                     | 250                                                     | 250                                                     | 250                                                     |
| Kraftstoffverbrauch, nach EWG-Richtlinie, kombiniert in l/100 km Limousine | 4,2–4,5                                                   | 4,2–4,5 (4,1–4,4)                                         | 5,6                                                       | 4,4–4,7 (4,2–4,5)                                         | 4,0–4,1                                                   | 5,6                                                       | 4,5–4,8                                                   | 4,3–4,4                                                   | 5,9                                                       | 4,8–5,2                                                 | 5,1–5,4                                                 | 4,4–4,7                                                 | 4,7–5,0                                                 | 6,3                                                     | 5,3–5,7                                                 | 6,6                                                     |
| Kraftstoffverbrauch, nach EWG-Richtlinie, kombiniert in l/100 km Touring   | 4,5–4,8 (4,4–4,7)                                         | 4,4–4,8 (4,2–4,6)                                         | 5,8                                                       | 4,6–4,8 (4,4–4,8)                                         | 4,2–4,3                                                   | 5,8                                                       | 4,6–4,9                                                   | 4,5                                                       | 6,1                                                       | 5,2–5,5                                                 | 5,4–5,6                                                 | 4,5–4,8                                                 | 4,8–5,2                                                 | 6,5                                                     | 5,4–5,8                                                 | 6,8                                                     |
| CO2-Emission mit Seriengetriebe, kombiniert in g/km Limousine              | 112–120                                                   | 110–119 (108–115)                                         | 147                                                       | 115–122 (110–117)                                         | 105–107                                                   | 147                                                       | 118–125                                                   | 114–117                                                   | 155                                                       | 128–136                                                 | 134–140                                                 | 116–125                                                 | 123–132                                                 | 164                                                     | 139–149                                                 | 173                                                     |
| CO2-Emission mit Seriengetriebe, kombiniert in g/km Touring                | 118–127 (114–123)                                         | 116–126 (111–120)                                         | 152                                                       | 119–125 (115–125)                                         | 109–112                                                   | 153                                                       | 121–129                                                   | 117–119                                                   | 160                                                       | 136–144                                                 | 140–146                                                 | 119–128                                                 | 127–136                                                 | 171                                                     | 143–153                                                 | 177                                                     |
| Tankinhalt, serienmäßig                                                    | 40 l Diesel 8,5 l Adblue                                  | 40 l Diesel 8,5 l Adblue                                  | 40 l Diesel 8,5 l Adblue                                  | 40 l Diesel 8,5 l Adblue                                  | 40 l Diesel 8,5 l Adblue                                  | 40 l Diesel 8,5 l Adblue                                  | 40 l Diesel 8,5 l Adblue                                  | 40 l Diesel 8,5 l Adblue                                  | 40 l Diesel 8,5 l Adblue                                  | 59 l Diesel 18,9 l Adblue                               | 59 l Diesel 18,9 l Adblue                               | 59 l Diesel 18,9 l Adblue                               | 59 l Diesel 18,9 l Adblue                               | 59 l Diesel 18,9 l Adblue                               | 59 l Diesel 18,9 l Adblue                               | 59 l Diesel 18,9 l Adblue                               |
| Tankinhalt, optional                                                       | 59 l Diesel 18,9 l Adblue                                 | 59 l Diesel 18,9 l Adblue                                 | 59 l Diesel 18,9 l Adblue                                 | 59 l Diesel 18,9 l Adblue                                 | 59 l Diesel 18,9 l Adblue                                 | 59 l Diesel 18,9 l Adblue                                 | 59 l Diesel 18,9 l Adblue                                 | 59 l Diesel 18,9 l Adblue                                 | 59 l Diesel 18,9 l Adblue                                 | –                                                       | –                                                       | –                                                       | –                                                       | –                                                       | –                                                       | –                                                       |
| Abgasnorm nach EU-Klassifikation                                           | Euro 6d-TEMP                                              | Euro 6d                                                   | Euro 6e                                                   | Euro 6d-TEMP                                              | Euro 6d                                                   | Euro 6e                                                   | Euro 6d-TEMP                                              | Euro 6d                                                   | Euro 6e                                                   | Euro 6d-TEMP                                            | Euro 6d-TEMP                                            | Euro 6d                                                 | Euro 6d                                                 | Euro 6e                                                 | Euro 6d                                                 | Euro 6e                                                 |

- Werte in runden Klammern „( )“ gelten für Fahrzeuge mit optionalem Getriebe